# Margaretenstraße (Wien)
Die Margaretenstraße in Wien verbindet die Gemeindebezirke Wieden und Margareten und führt weiter in den jenseits des Wiener Gürtels gelegenen Bezirk Meidling.

## Geschichte

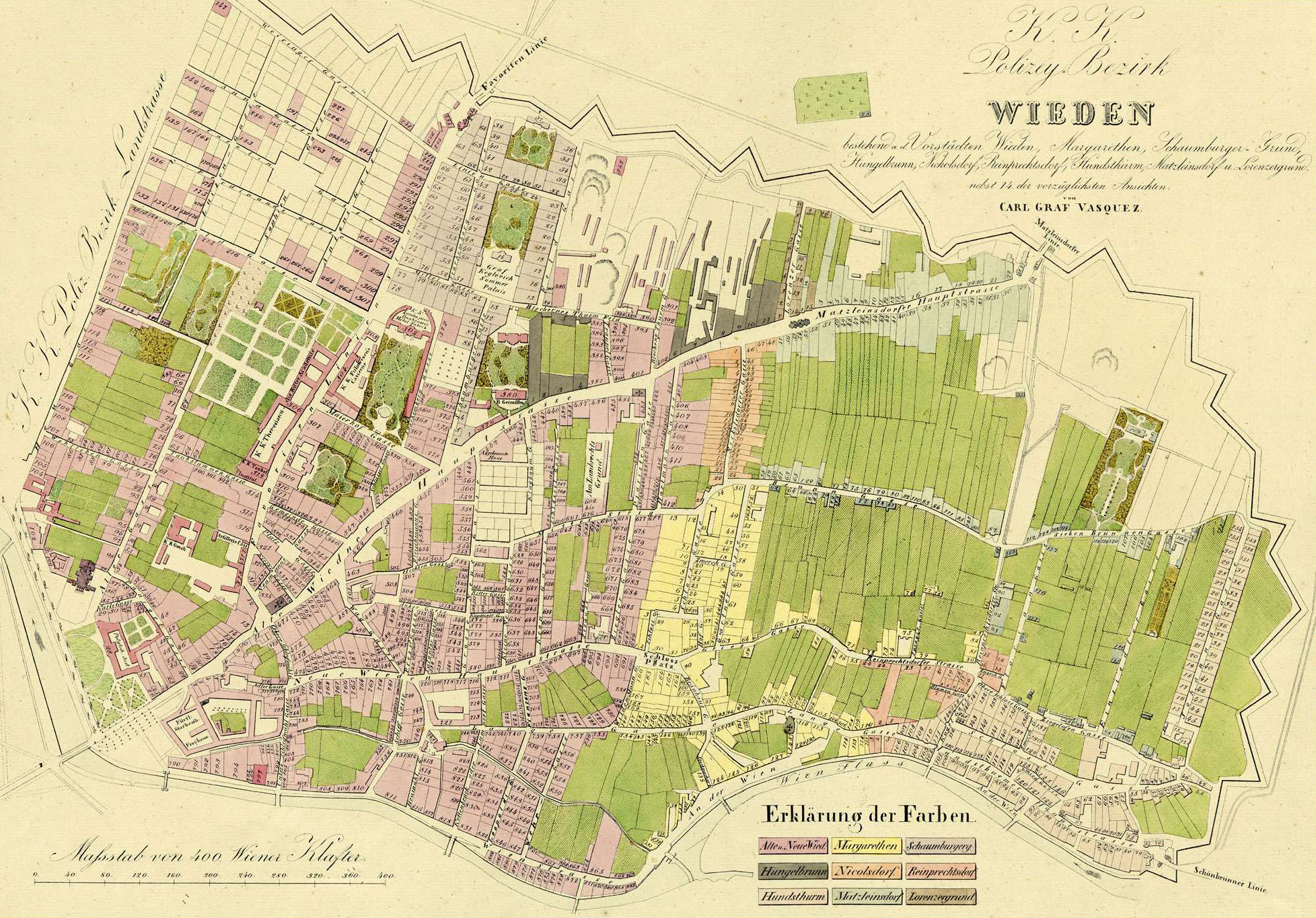
Margaretenstraße als Neue Wieden Hauptstrasse, Griesgasse, Reinprechtsdorfer Strasse, Obere Schloss Gasse und Ziegelofen Gasse im Plan des K. K. Polizey Bezirk Wieden von Carl Graf Vasquez, 1830

Die Margaretenstraße entstand ab etwa 1700, nachdem sich ab dem 17. Jahrhundert um den heutigen Margaretenplatz mit dem 1373 urkundlich erwähnten Schloss Margareten eine Siedlung entwickelt hatte. Eine weitere Siedlung im Bereich von Am Hundsturm wurde 1408 urkundlich genannt. Der Abschnitt der Straße zwischen Margaretenplatz und Reinprechtsdorfer Straße hieß im 18. Jahrhundert Griesgasse, das anschließende Stück bis zum Linienwall Ziegelofengasse bzw. ab 1862 Obere Bräuhausgasse. Eine Verbindung zur Wiedner Hauptstraße entstand erst, als 1850 der Adlerhof im Bereich des Rilkeplatzes abgerissen wurde. Die so entstandene Adlergasse wurde 1862 in die Margaretenstraße einbezogen. Mit Beschluss des Stadtrats vom 25. April 1901 wurden auch Griesgasse und Obere Bräuhausgasse einbezogen und der ganze Straßenzug wurde Margaretenstraße benannt.
Der Straßenzug endete zunächst am Linienwall. Eine Fortsetzung in den ab 1890 bestehenden 12. Bezirk Meidling war erst nach dessen Abbruch ab 1894 möglich.

## Beschreibung

### Geografie

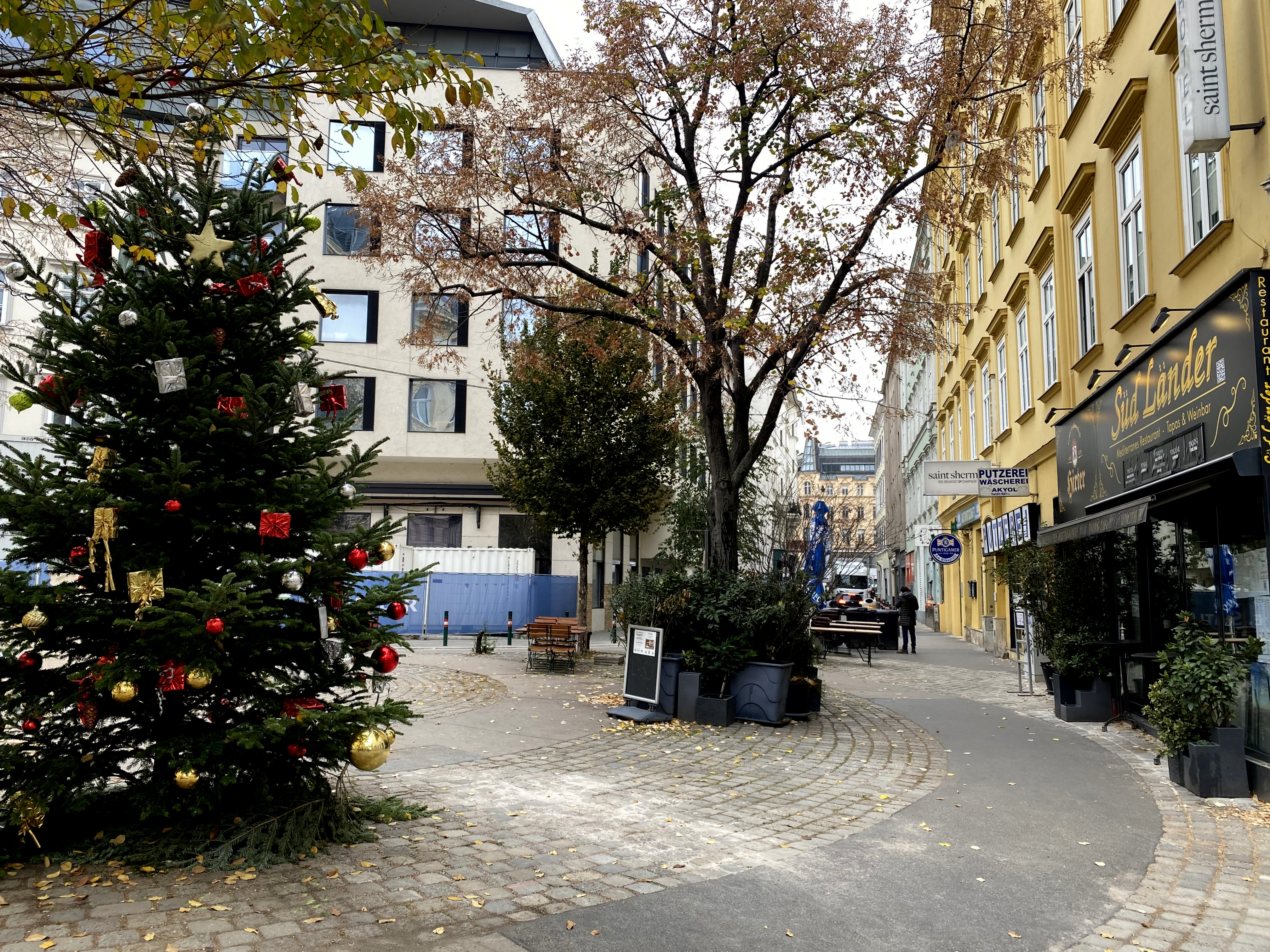
Beginn der Margaretenstraße am Rilkeplatz

Die Margaretenstraße beginnt (der Hausnummerierung folgend) an dem im Zuge der Wiedner Hauptstraße gelegenen Rilkeplatz, trifft nach einem Häuserblock mit der in spitzem Winkel einmündenden Operngasse zusammen und verläuft dann in ungefähr südwestlicher Richtung, stets im Abstand von zunächst einem, ab der Zentagasse zwei Häuserblocks parallel zur Schönbrunner Straße, zum Margaretenplatz, in dessen Bereich ihre Nummerierung kurz unterbrochen ist. Dabei wechselt sie bei Kettenbrückengasse und Kleiner Neugasse die Grenze vom 4. zum 5. Bezirk.
Nach dem Margaretenplatz setzt sich die Margaretenstraße in einigen leichten Kurven bis zur Reinprechtsdorfer Straße fort, jenseits derer sie – rund 20 Meter nach Norden versetzt – weitgehend gerade bis über den Margaretengürtel führt und an der Kreuzung mit dem Gaudenzdorfer Gürtel endet.
Im inneren Bereich (bis zum Margaretenplatz) ist die Verbauung der Straße gemischt: Neben Resten vereinzelter spätbarocker Architektur und Gebäuden aus dem Biedermeier handelt es sich vorwiegend um Bestand aus der Periode des Historismus. Ab dem Margaretenplatz dominieren dagegen späthistoristische und secessionistische Zinshäuser. 
Vom Beginn bis zur Strobachgasse verläuft die Margaretenstraße durch die Schutzzone Alte und Neue Wieden (ausgenommen die Hausnummern 21 bis 27 sowie 51 und 53) und unmittelbar anschließend bis Hausnummern 85 und 86 durch die Schutzzone Margareten. Außerdem liegt sie bis zur Grenze des 4. Bezirks (entlang der Linie Kettenbrückengasse – Kleine Neugasse) in der Pufferzone des Weltkulturerbegebietes Wien Historisches Stadtzentrum.
Die Margaretenstraße ist vor allem bis zum Margaretenplatz, in etwas geringerem Ausmaß aber auch darüber hinaus bis zur Reinprechtsdorfer Straße Geschäftsstraße. In den Erdgeschoß-Gassenlokalen der angrenzenden Gebäude sind zahlreiche Unternehmen und Gewerbebetriebe verschiedenster Art tätig.
Wie viele der durch die ehemaligen Vorstädte verlaufenden Straßenzüge ist auch die Margaretenstraße arm an Grünflächen. Die größte davon ist die Parkanlage in Am Hundsturm, gefolgt von größeren Grünanlagen am Heinz-Jerabek-Platz und am Margaretenplatz sowie dem kleinen Maria-Lassnig-Park bei der Grohgasse, in dem sich die auffällige Metallskulptur Hic et nunc befindet. Auch zum Planquadrat-Garten gibt es von der Margaretenstraße aus einen Eingang. Außerdem verläuft am Ende der Straße der Gürtel mit Alleebäumen und dem vielfältig bepflanzten Mittelstreifen und der letzte Häuserblock der Margaretenstraße ab der Josef-Schwarz-Gasse ist als beidseitige Allee gestaltet. Ansonsten gibt es nur einzelne gärtnerisch gestaltete Bereiche, einzelne Bäume und eine kürzere einseitige Baumreihe zwischen Schikanedergasse und Preßgasse.

### Verkehr

#### Individualverkehr
Wie die Schönbrunner Straße verbindet die Margaretenstraße die Bezirke Wieden und Margareten untereinander und führt weiter nach Meidling. Anders als die Schönbrunner Straße hat sie dort jedoch keine weitere Fortsetzung Richtung Westen. 
Die Margaretenstraße nimmt den Verkehr auf, der durch die in spitzem Winkel einmündende Operngasse vom Stadtzentrum herankommt; sie ist – mit Ausnahme des Margaretenplatzes – ab hier bis zum Gürtel Einbahn stadtauswärts. Nur das Teilstück zwischen Operngasse und Rilkeplatz ist Einbahn zur Wiedner Hauptstraße, also in der Gegenrichtung. Schon an derselben sternförmigen Kreuzung zweigt durch die Schleifmühlgasse der Verkehr zur Wiedner Hauptstraße und einen Häuserblock weiter durch die Paulanergasse in Richtung Favoritenstraße ab.
Ab der Preßgasse besteht eine Geschwindigkeitsbeschränkung auf 30 km/h.
Nur im Bereich des Margaretenplatzes herrscht Gegenverkehr, sodass es für den Individualverkehr möglich ist, von der Pilgramgasse kommend durch die Ziegelofengasse weiter Richtung Wiedner Hauptstraße zu fahren.
Von der Schleifmühlgasse bis zur Ramperstorffergasse ist die Margaretenstraße als Hauptstraße A eingestuft. 
Für den Radverkehr ist ab der Amtshausgasse das Fahren gegen die Einbahn erlaubt; ab der Kohlgasse stadteinwärts ist auf der Fahrbahn ein Radfahrstreifen markiert. Im Abschnitt ab der Ziegelofengasse, in dem stärkerer Verkehr mit Kraftfahrzeugen herrscht, ist an der südlichen Seite der Straße (d. h. stadteinwärts) ein separater Radweg errichtet, der sich in die Operngasse fortsetzt, während stadtauswärts zunächst bis zur Heumühlgasse der rechte Fahrstreifen für Busse und Taxis reserviert ist und auch mit Fahrrädern benützt werden kann und in weiterer Folge von Freundgasse bis Margaretenplatz ein Mehrzweckstreifen auf der Fahrbahn markiert ist. 

#### Öffentlicher Verkehr
Von der Operngasse kommend befährt die Autobuslinie 59A die Margaretenstraße in Richtung Meidling bis zur Ramperstorffergasse. Im Bereich des Margaretenplatzes verkehrt von der Pilgramgasse bis zur Ziegelofengasse (Fahrtrichtung Hauptbahnhof) bzw. in der Gegenrichtung (Fahrtrichtung Alser Straße) ab der Straußengasse die Linie 13A. Ebenfalls durch die Pilgramgasse kommt die Linie 12A in Fahrtrichtung Eichenstraße und befährt die Margaretenstraße bis zur Ramperstorffergasse. Für die Rückfahrt (Fahrtziel Schmelz, Possingergasse) benützt die Linie 12A die Margaretenstraße von der Reinprechtsdorfer Straße bis zum Gürtel. 
Ein Umsteigen in die querende Linie 14A ist bei der Reinprechtsdorfer Straße (Fahrtrichtung Reumannplatz) und bei der Ramperstorffergasse (Fahrtrichtung Neubaugasse) möglich. Am Gürtel befindet sich die nächste Haltestelle (Arbeitergasse) der dort verkehrenden Straßenbahnlinien 6 und 18 etwa 180 Meter entfernt.

### Adressen
(Denkmalgeschützte Objekte sind fett geschrieben.) 
- Nr. 2–4: Wohnhaus mit frühhistoristischer Fassade, erbaut 1851 durch Anton Ölzelt
- Nr. 9: Frühhistoristisches Zinshaus Zur heiligen Dreifaltigkeit, Zum grauen Adler (1842/43)
- Nr. 20: Späthistoristisches Zinshaus mit reich dekorierter Fassade (1897/98, Ferdinand Seif)
- Nr. 22: Zinshaus aus dem Jahr 1912, Architekt Arthur Baron
- Nr. 24 (Identanschrift: Schikanedergasse 2): Markantes Miethaus in Formen des Jugendstils, erbaut 1903/04 durch Oskar Neumann und Arthur Baron; im Erdgeschoß Schikaneder-Kino
- Nr. 33 (Identanschrift: Waaggasse 17–19): von Hermann Stierlin entworfenes großes Zinshaus mit floralem secessionistischem Dekor, erbaut 1911
- Nr. 37 (Identanschrift: Freundgasse 13): Josefinisches Vorstadthaus Zum blauen Herrgott
- Nr. 39: Biedermeierhaus Zum grünen Hahn
- Nr. 44 (Identanschrift: Heumühlgasse 1): Biedermeier-Eckhaus, errichtet 1825
- Nr. 45: großes späthistoristisches Zinshaus (1909) Zur Krönung Mariens, unter dem Eckerker eine Marienkrönungsgruppe mit Putti aus dem 4. Viertel des 18. Jahrhunderts
- Nr. 48: Vorstadthaus aus dem Biedermeier (1825)
- Nr. 53: Hotel Holiday Inn Wien City
- Nr. 56: Frühhistoristisches Zinshaus (Johann Zöttl, 1863)
- Nr. 59: Barockes Vorstadthaus Zu den 2 Tauben, errichtet 1792 von Nikolaus Schenk
- Nr. 65: Kaufmännische Schulen des BFI Wien
- Nr. 67: Frühhistoristisches Eckhaus (Ignaz Lössl, 1858)
- Nr. 70: Späthistoristisches Zinshaus (Max Kaiser, 1895/96)
- Nr. 77 und 79: Vor 1672 erbauter Teil des Margaretener Schlosses, dann Bürgerhäuser, 1786 und 1807 umgebaut und erweitert
- Nr. 78: Neoklassizistisches Miethaus (1913/14, Architekt Karl von Kély) mit Kino Filmcasino
- Nr. 81 (Identanschrift: Hofgasse 9): Josephinisch-biedermeierliche Vorstadtverbauung, erbaut Ende des 18./Anfang des 19. Jahrhunderts
- Nr. 82: Zinshaus mit nachhistoristisch-secessionistischer Fassade, Planung Adolf Ambor (1911)
- Nr. 86 (Identanschriften: Margaretenplatz 4, Margaretenhof 1–12): Späthistoristischer Zinshauskomplex Margaretenhof, errichtet 1884–85 durch Büro Fellner & Helmer
- Nr. 91 und 93: Späthistoristische Zinshäuser (1884–86)
- Nr. 92: Pentahotel Wien, davor im Maria-Lassnig-Park Metallplastik Hic et nunc von W.M. Pühringer
- Nr. 96: Späthistoristisches Zinshaus im Stil der Neorenaissance, Architekt Ludwig Fuchsik, erbaut 1892/93
- Nr. 99 (Identanschrift: Ramperstorffergasse 58): Strenghistoristisches Zinshaus (Neorenaissance), 1872
- Nr. 100: Secessionistisches Zinshaus von 1902 nach Plan des Architekten Hans Schimitzek
- Nr. 101 (Identanschrift: Ramperstorffergasse 51): Strenghistoristisches Zinshaus von Carl Langhammer, 1875
- Nr. 103: Palaisartiges Wohnhaus mit strenghistoristischer Fassade nach Plänen von Jakob Flucher (1903); im Hof ein von Rudolf O. Greger errichtetes Schulgebäude mit Portal in Formen der Wiener Werkstätte (1910/11)
- Nr. 106: Secessionistisches Zinshaus mit flach gegliederter Fassade, erbaut 1905 von Karl Benirschke
- Nr. 110: Wohnhaus aus den Jahren 1930–33 von Hans Baudisch und Franz Tominschek
- Nr. 112: Frühhistoristisches Zinshaus, errichtet 1859
- Nr. 114: Zinshaus mit barockisierend-secessionistischer Fassade (1910)
- Nr. 120: Großes späthistoristisches Zinshaus von Max Kaiser (1897) mit barockisierend-secessionistisch gegliederter Fassade
- Nr. 122: Späthistoristisches Zinshaus, erbaut 1894
- Nr. 123: Frühhistoristisches Zinshaus mit eisernen Pawlatschen im Hoftrakt (1848)
- Nr. 127: Großes Miethaus mit Dekor in Formen der Wiener Werkstätte, errichtet 1914/15 durch Adolf Bügler
- Nr. 129: Großes, 1898/99 errichtetes späthistoristisches Zinshaus mit secessionistisch-barockisierendem Dekor nach Plänen von Heinrich Adam
- Nr. 134: Secessionistisches Zinshaus von Otto Wytrlik, erbaut 1903
- Nr. 138: Zinshaus mit Dekor im Stil der Wiener Werkstätte (1912)
- Nr. 150: Strenghistoristische Zinshaus (Neorenaissance, 1875)
- Nr. 152 (Identanschrift: Am Hundsturm 18): Volksschule, erbaut 1909/10
- Nr. 164: Zinshaus von 1902 mit secessionistischen Stilelementen
- Nr. 166: Eisenbahnerheim, erbaut 1912/13 von Hubert Gessner als Betonständerbau in klassizisierenden Formen

## Bilder

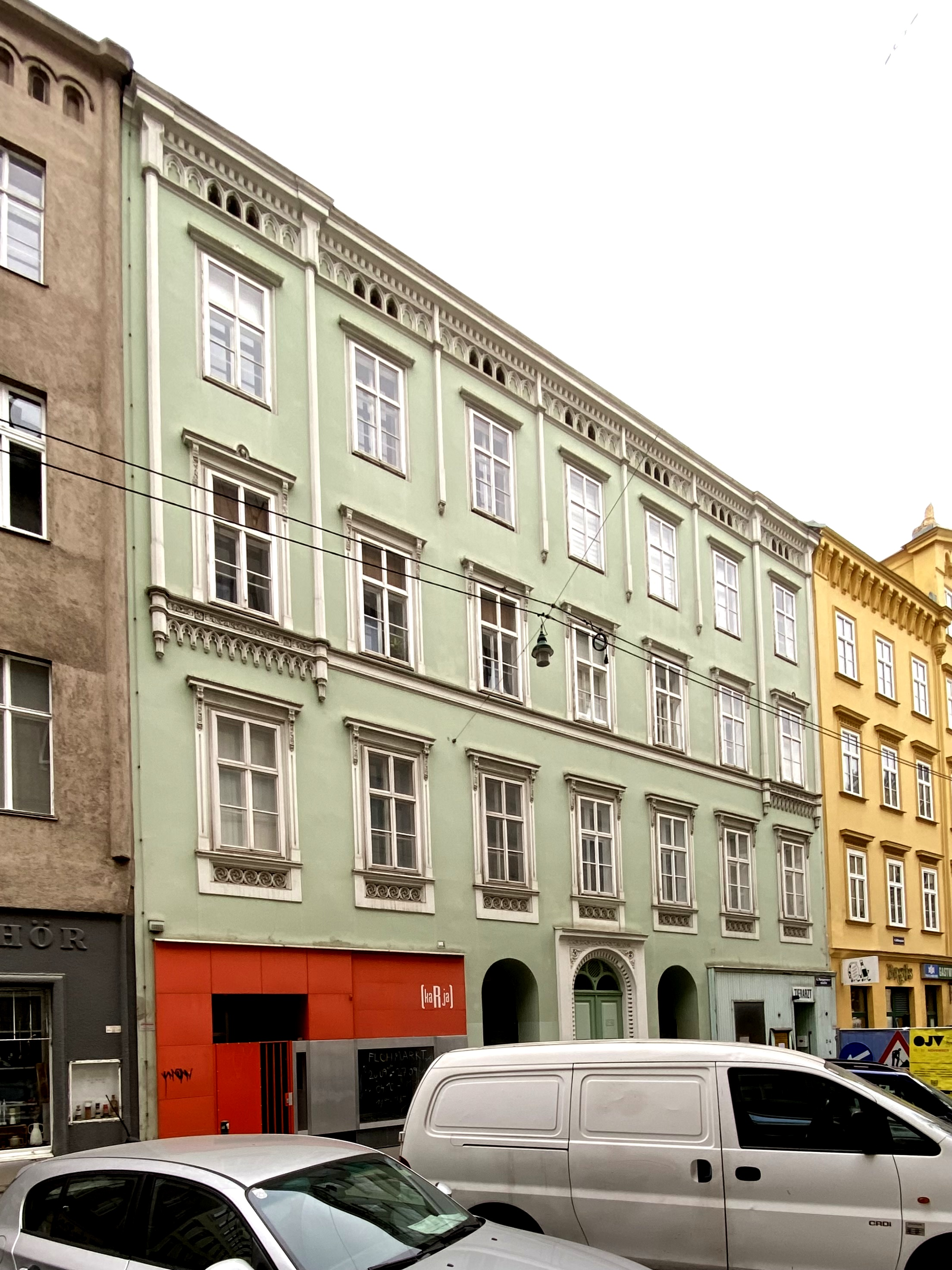
Nr. 2–4
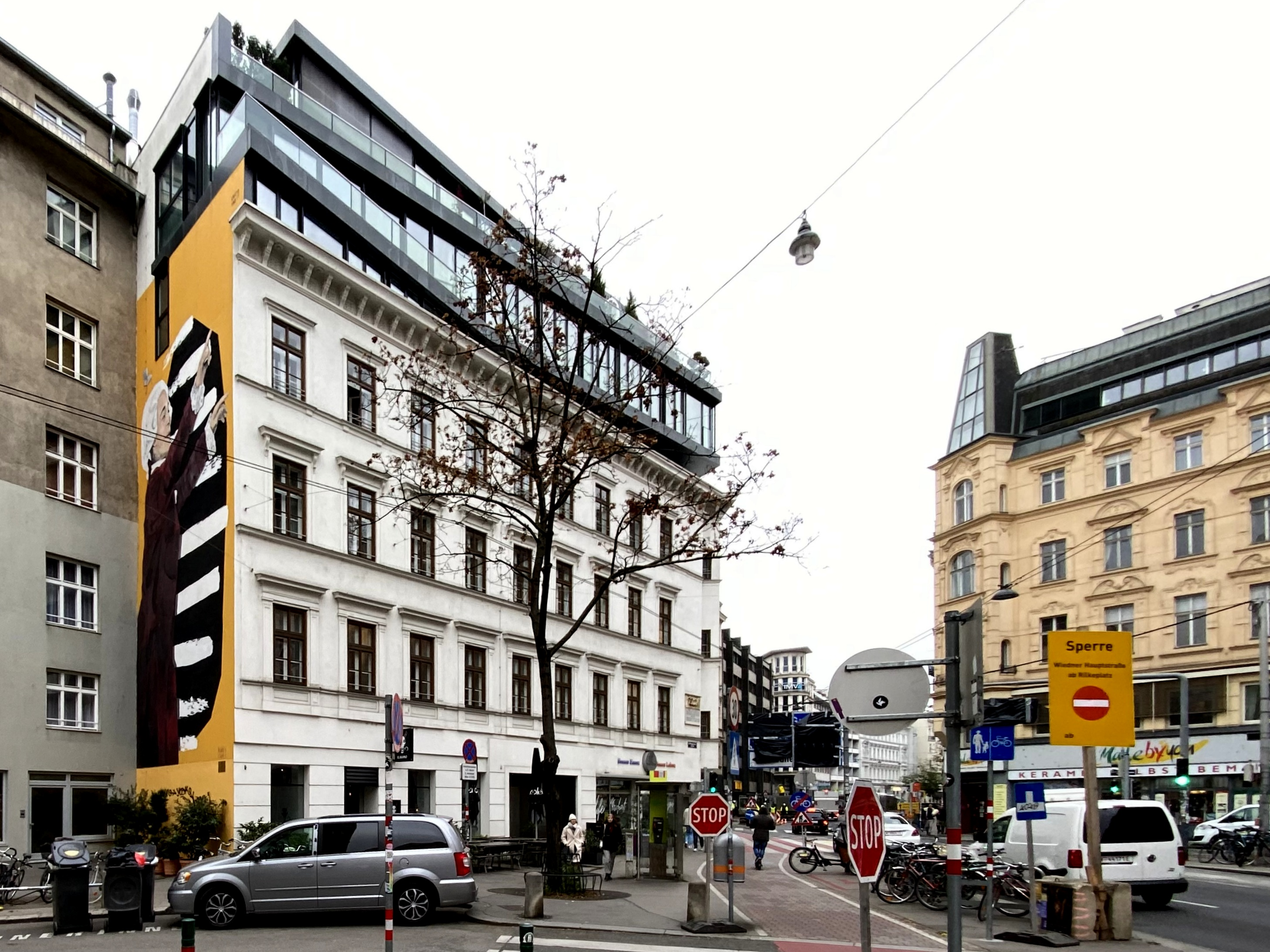
Nr. 9
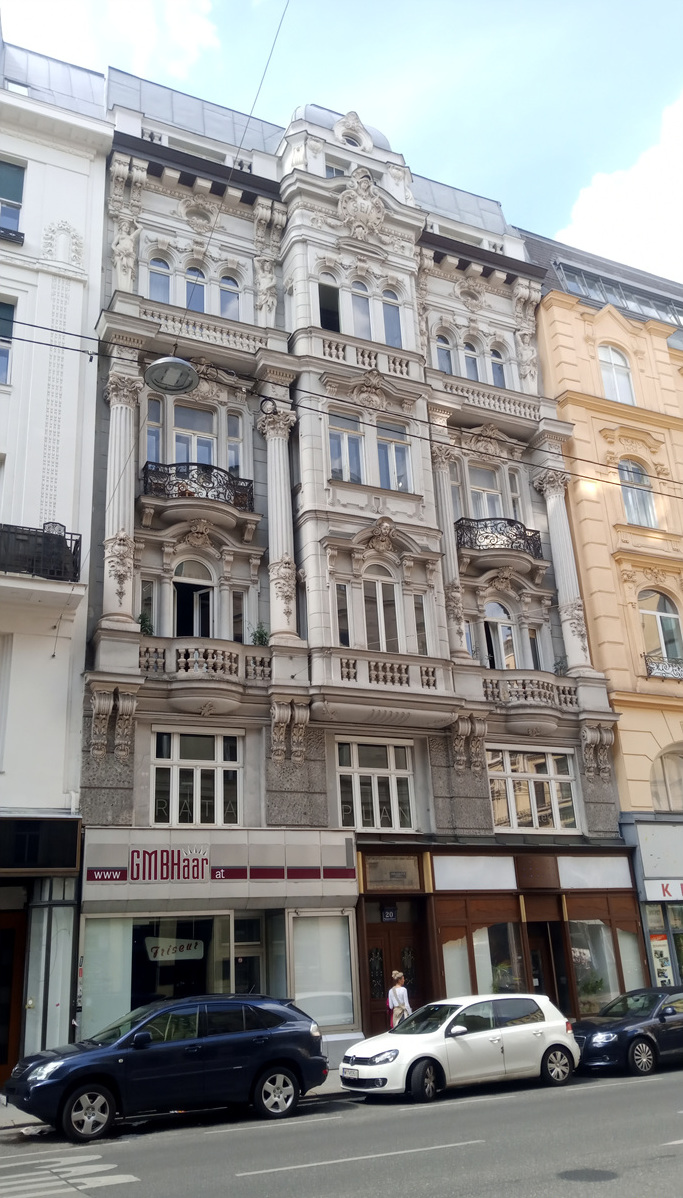
Nr. 20
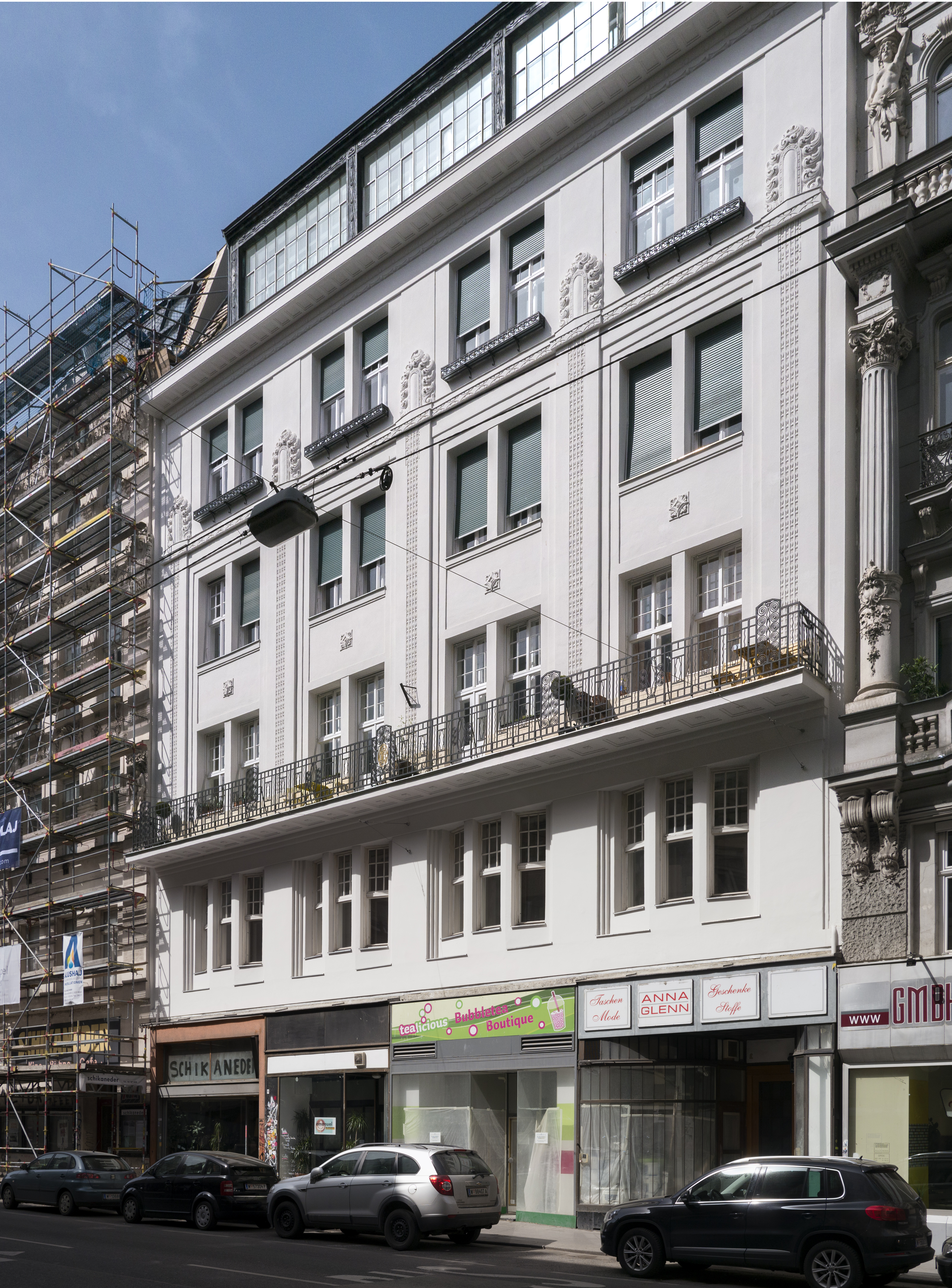
Nr. 22
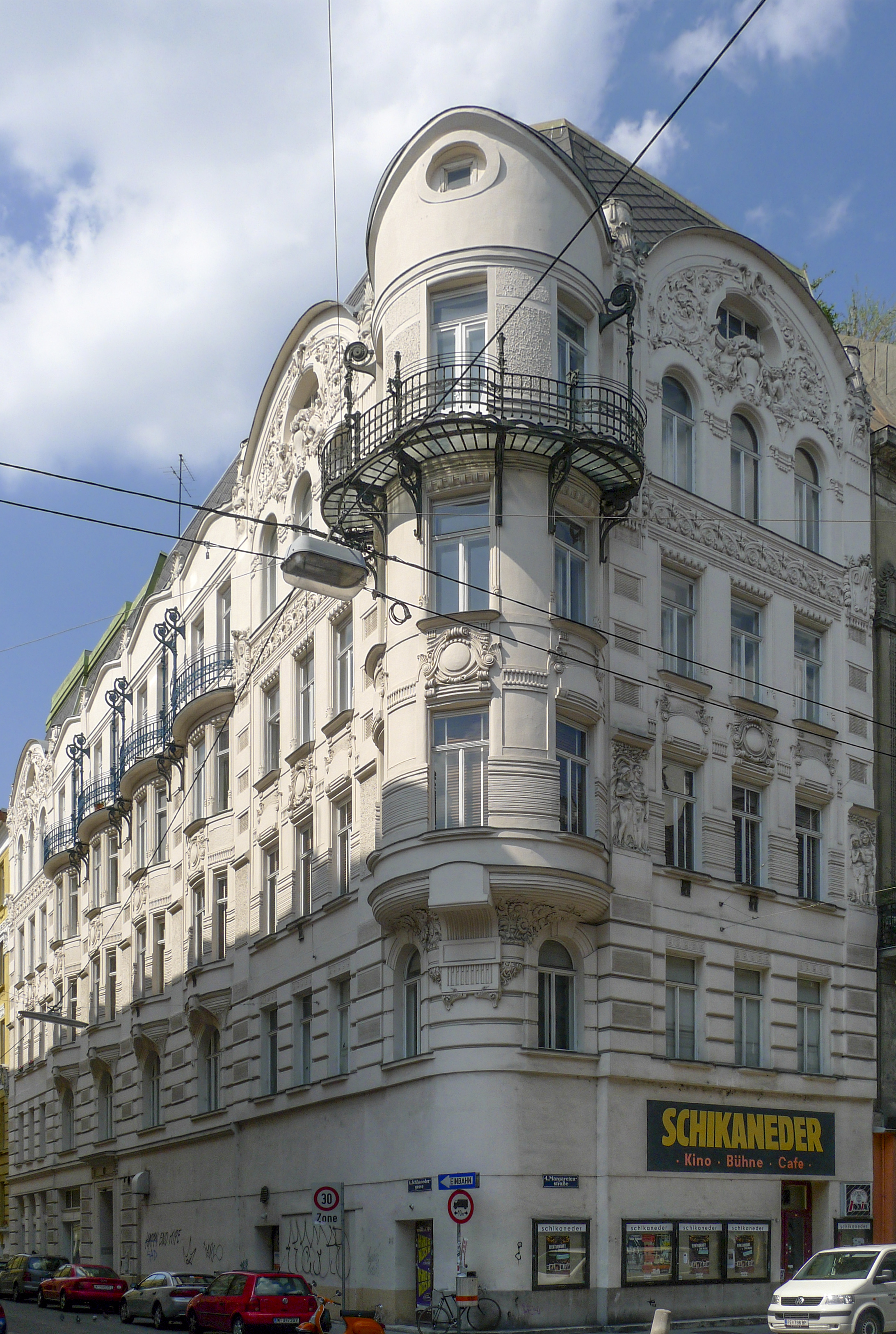
Nr. 24 – Schikaneder-Kino
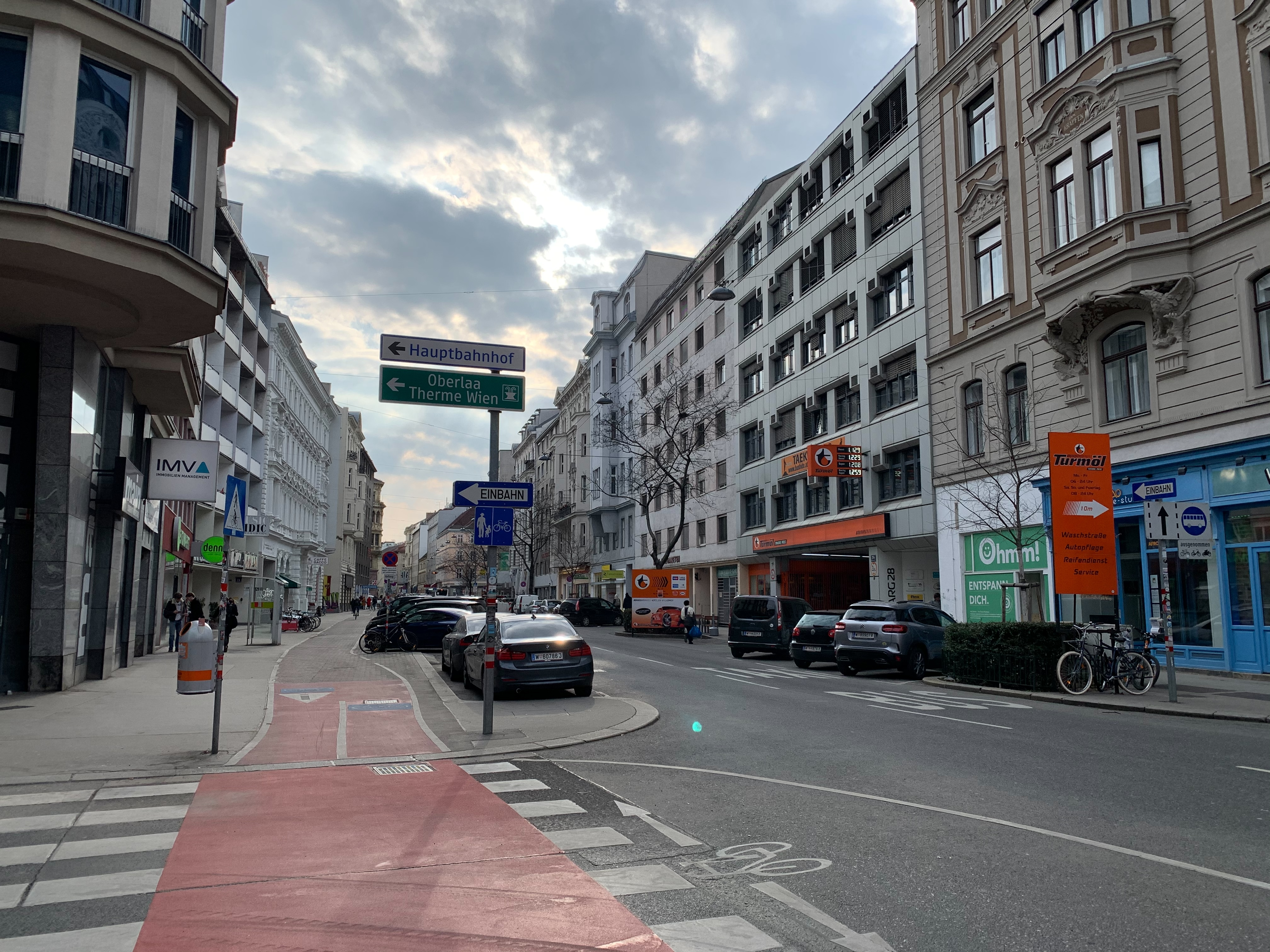
Ansicht von der Paulanergasse stadtauswärts
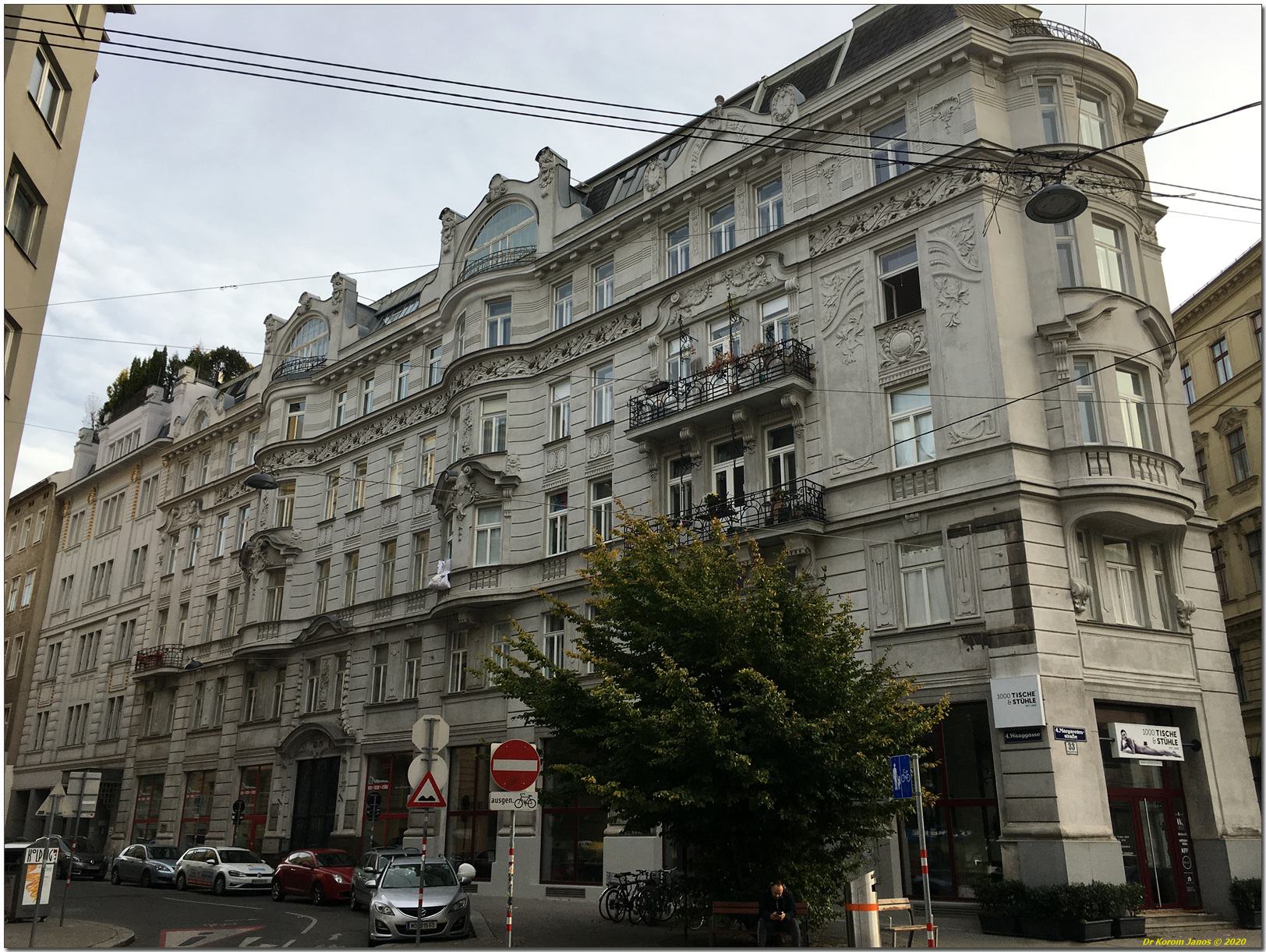
Nr. 33 (Blick in die Waaggasse)
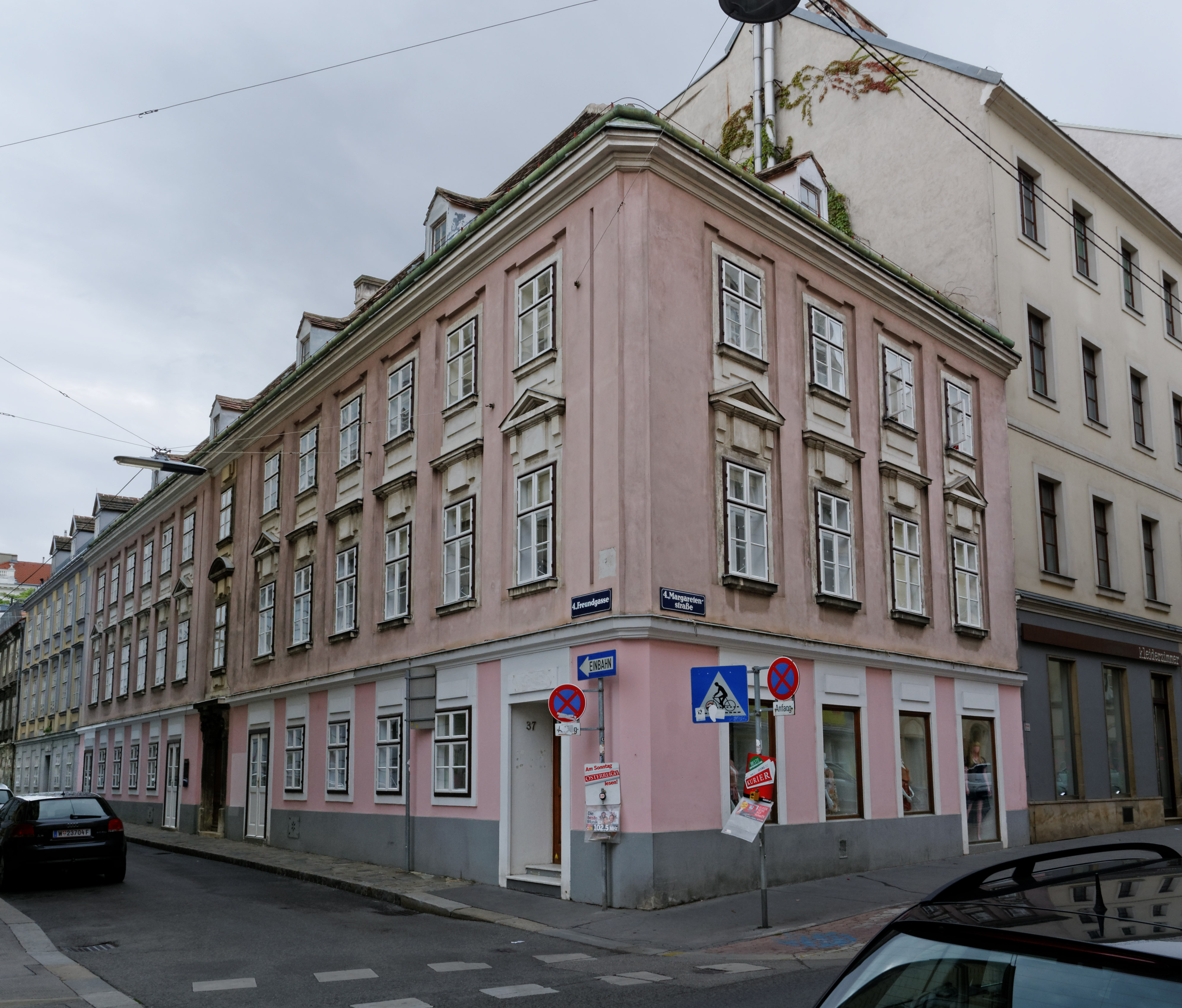
Nr. 37 (Blick in die Freundgasse)
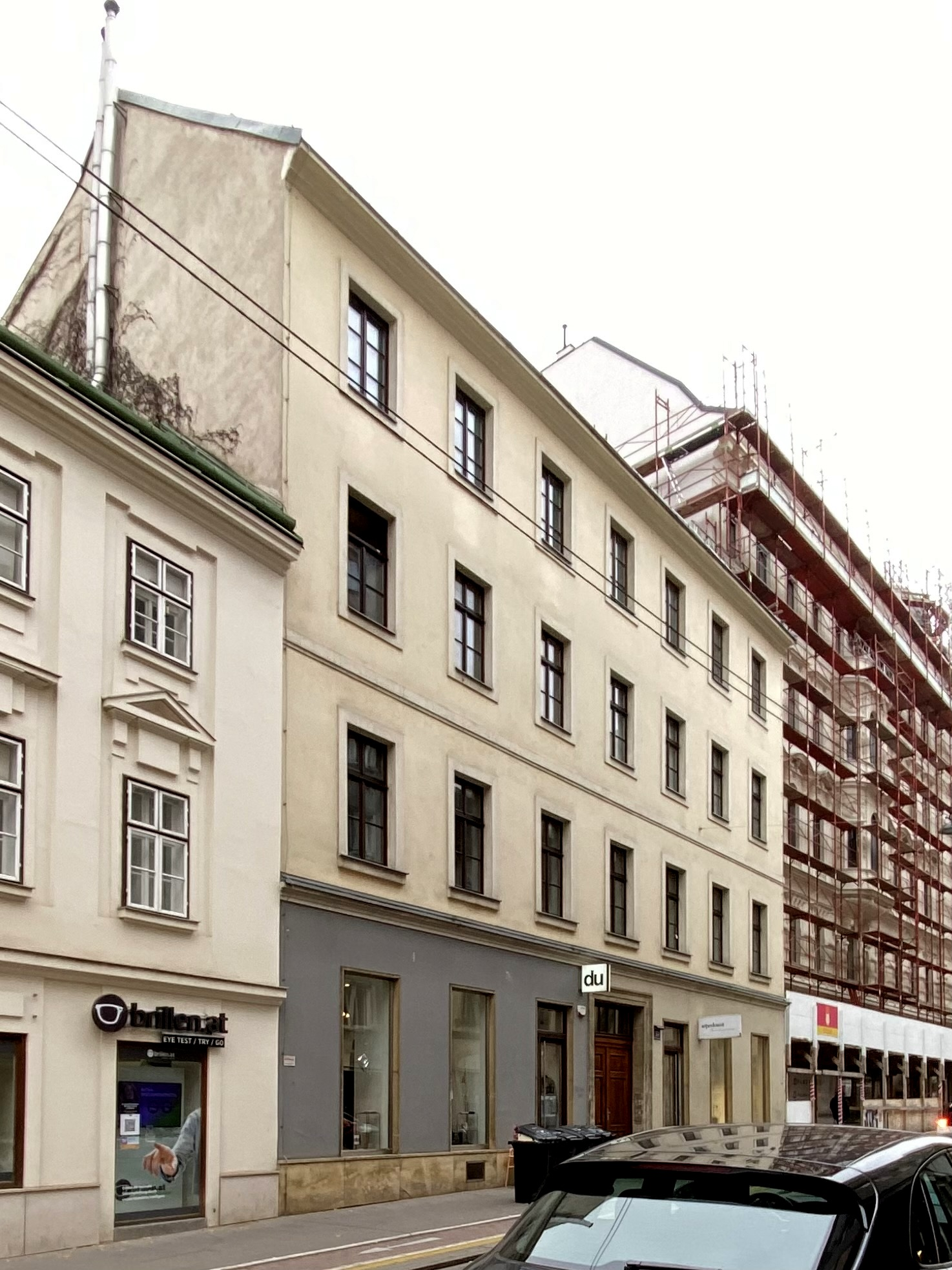
Nr. 39
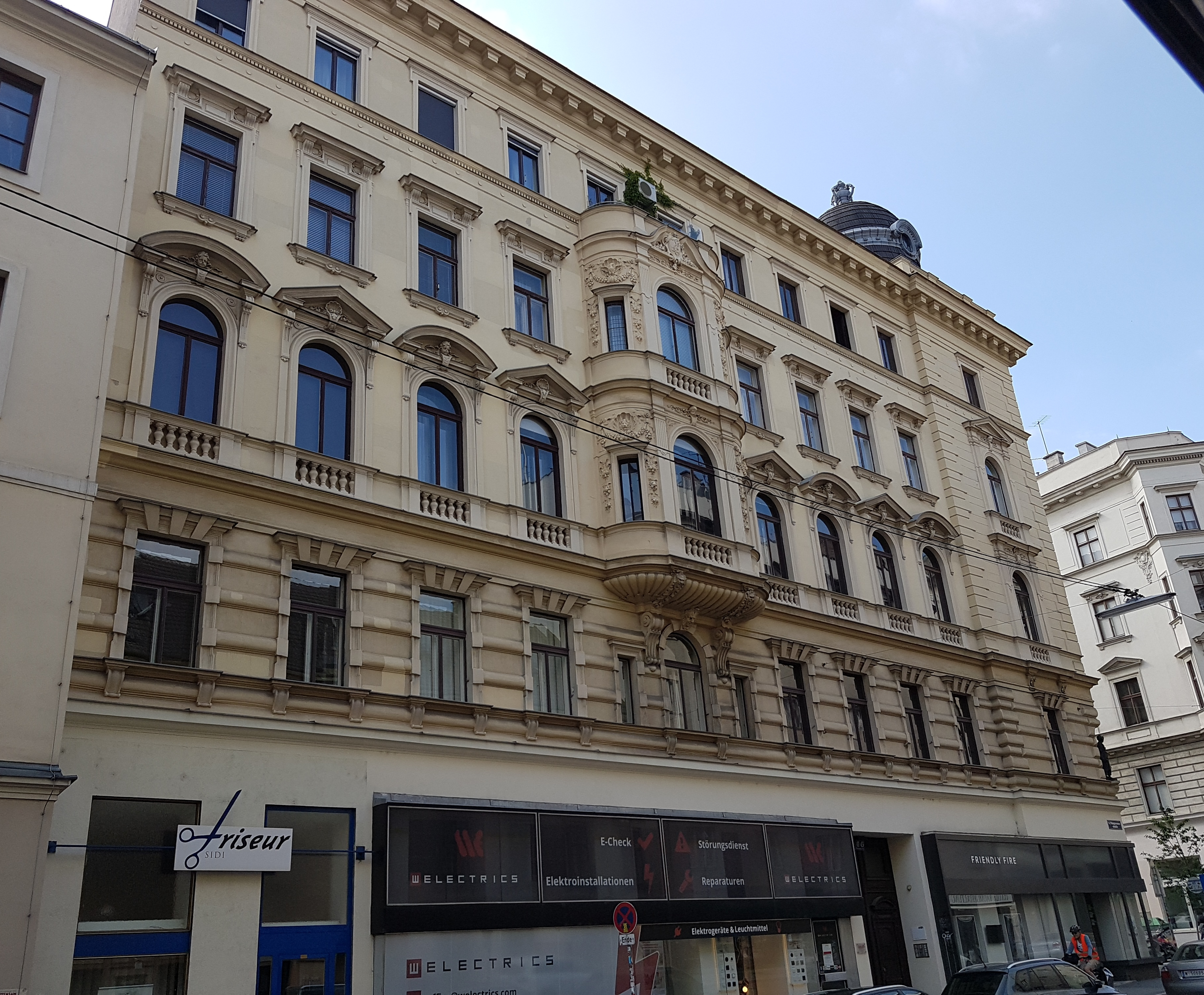
Nr. 41–43
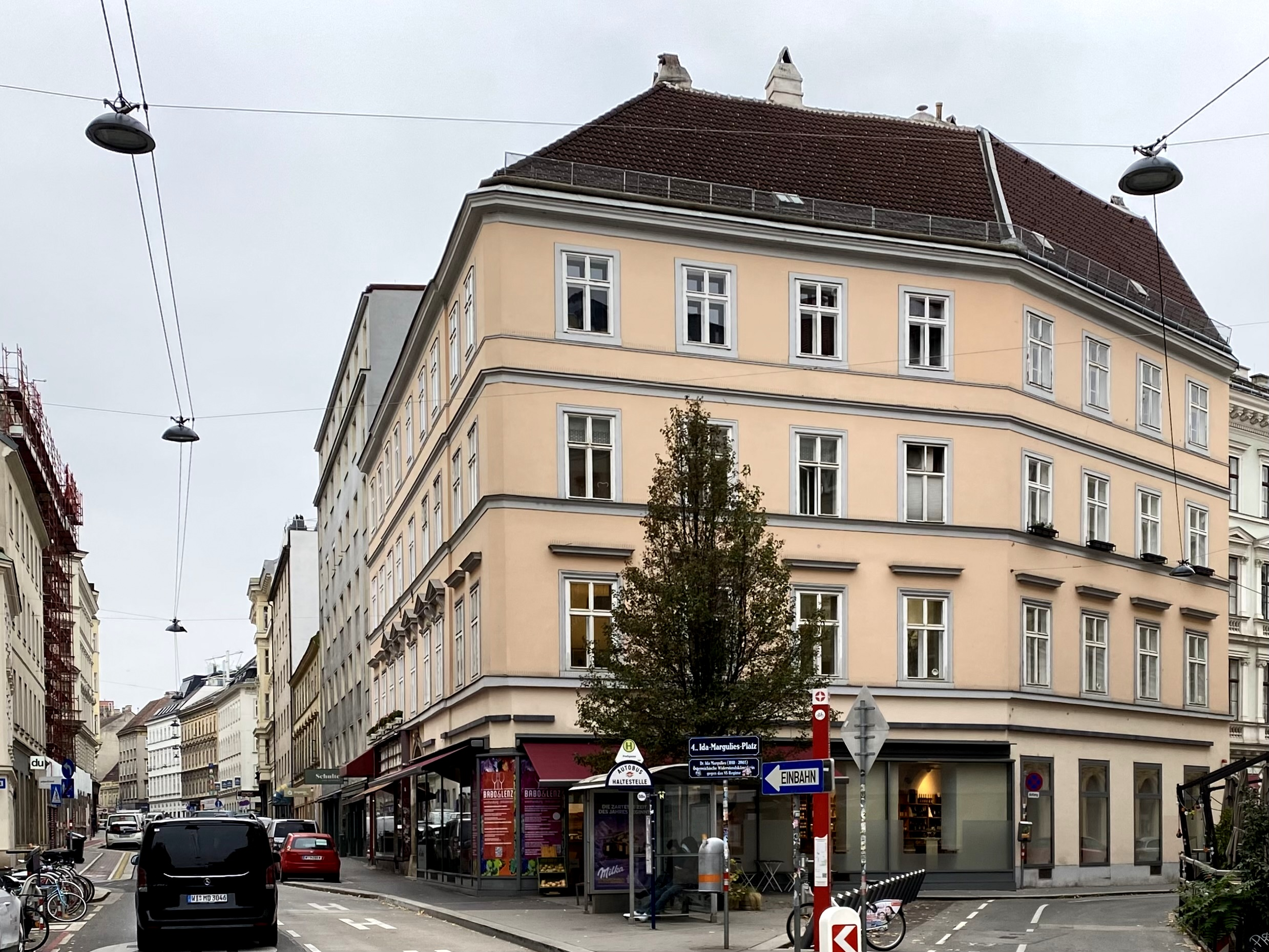
Nr. 44 – Ecke Heumühlgasse
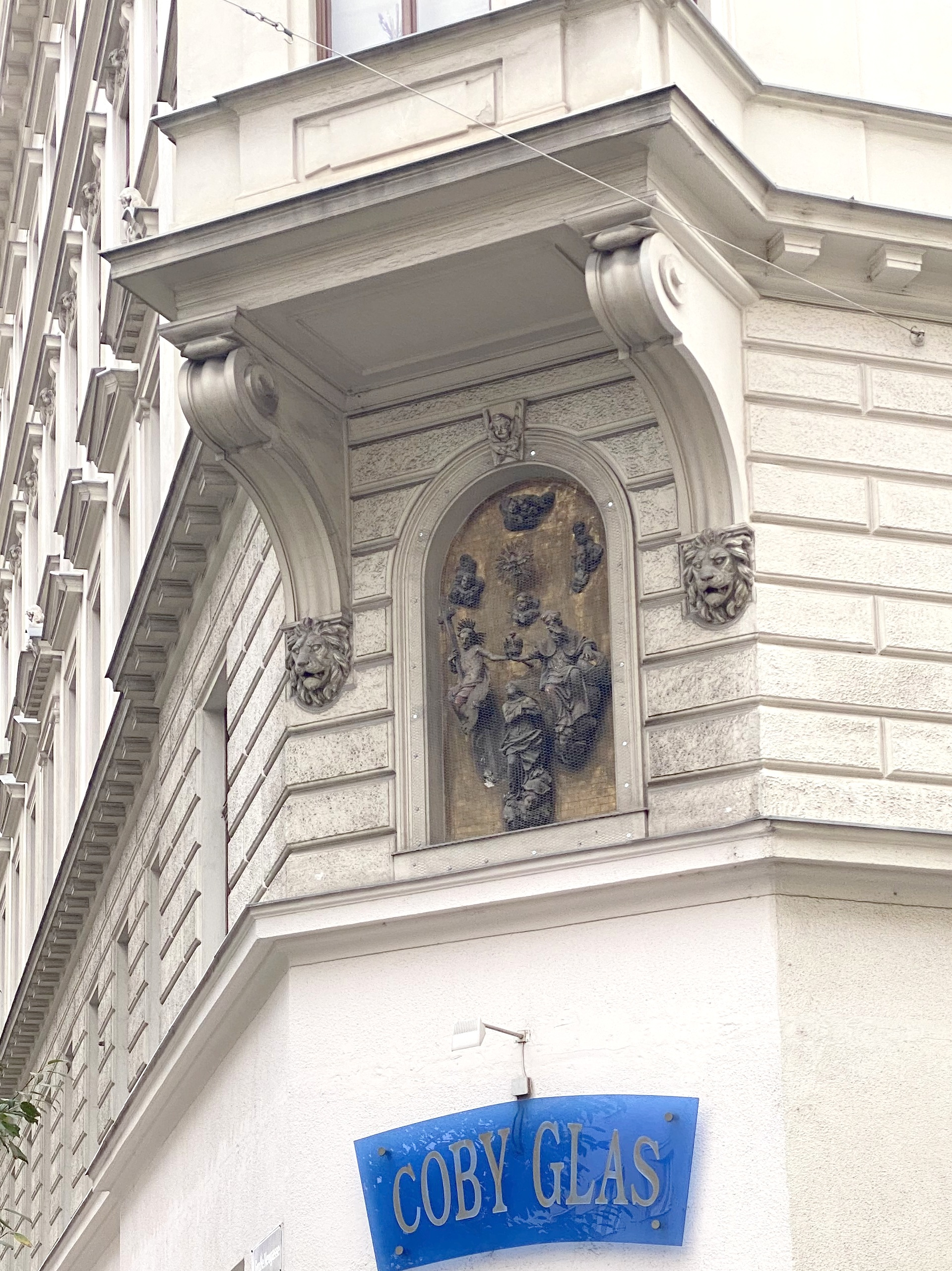
Nr. 45 – Figurengruppe Marienkrönung
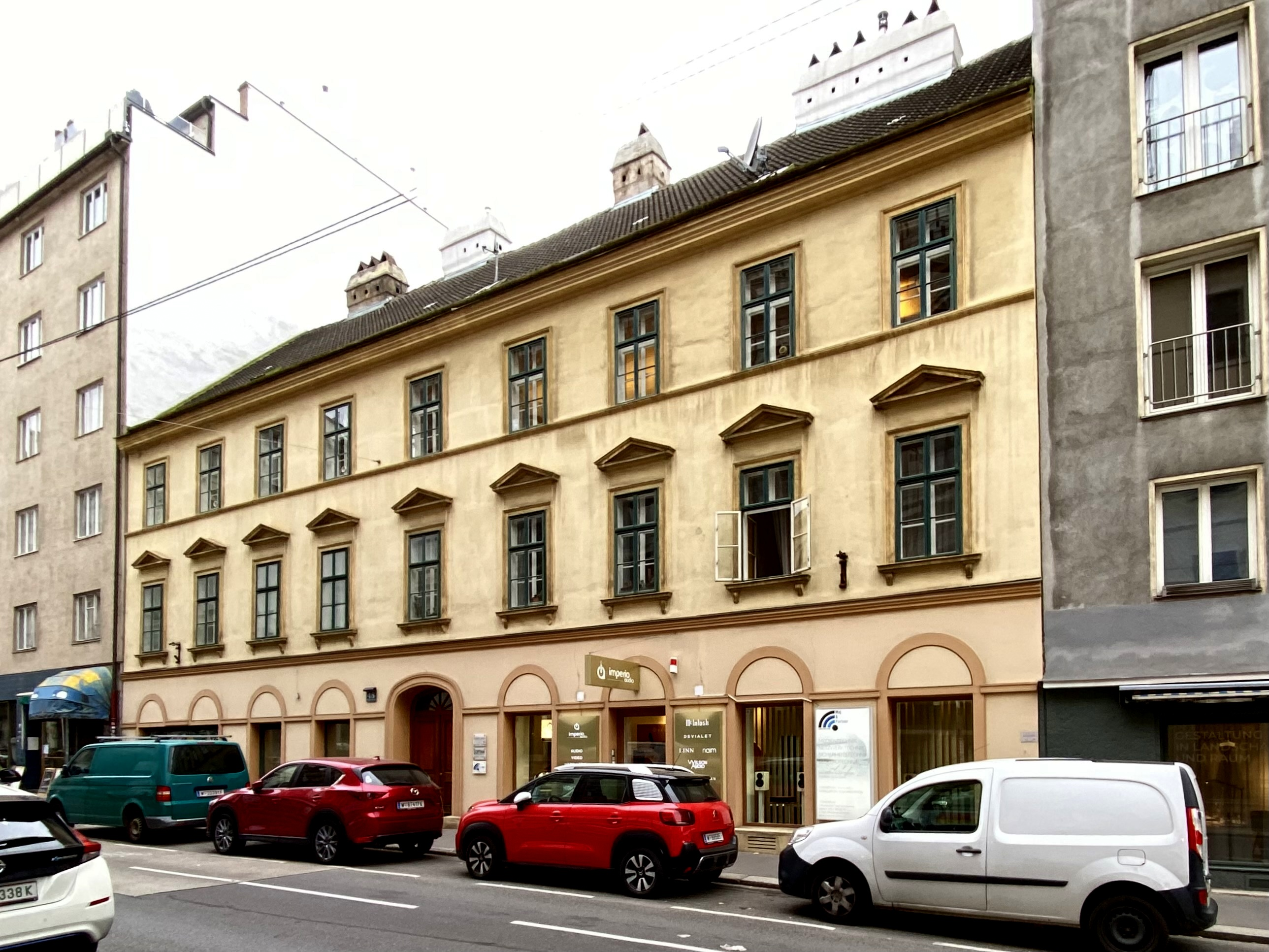
Nr. 48
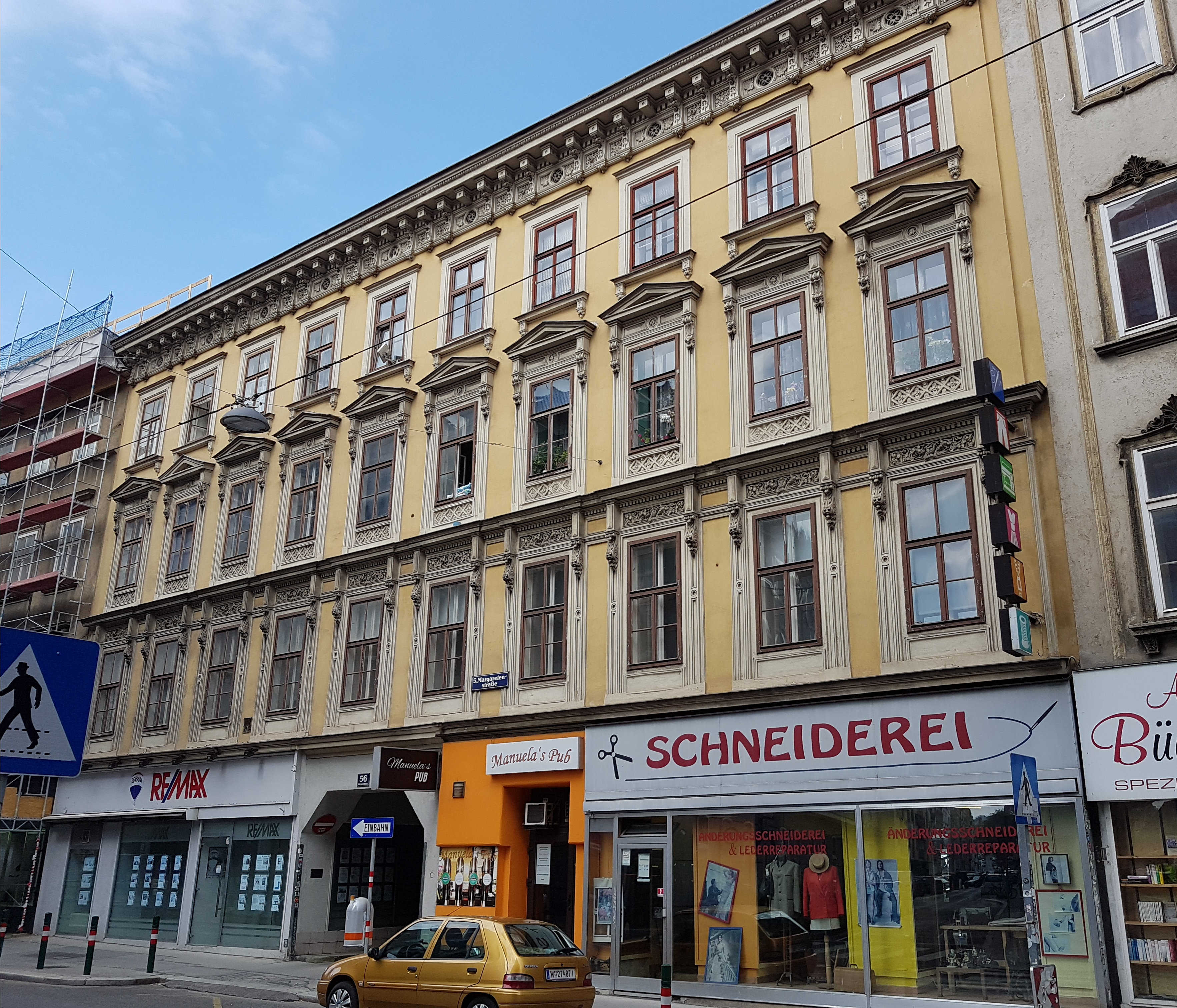
Nr. 56
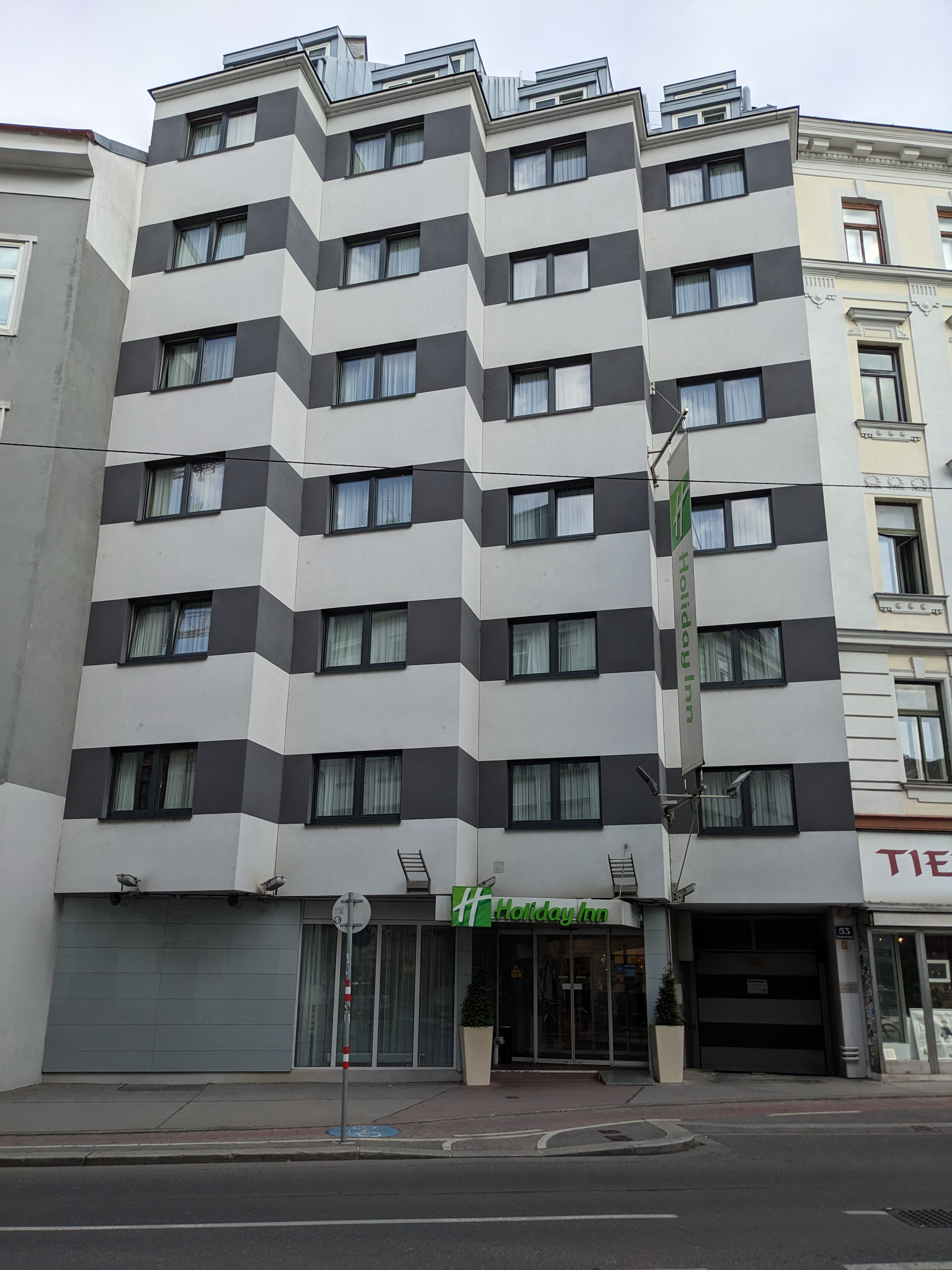
Nr. 53 – Hotel Holiday Inn
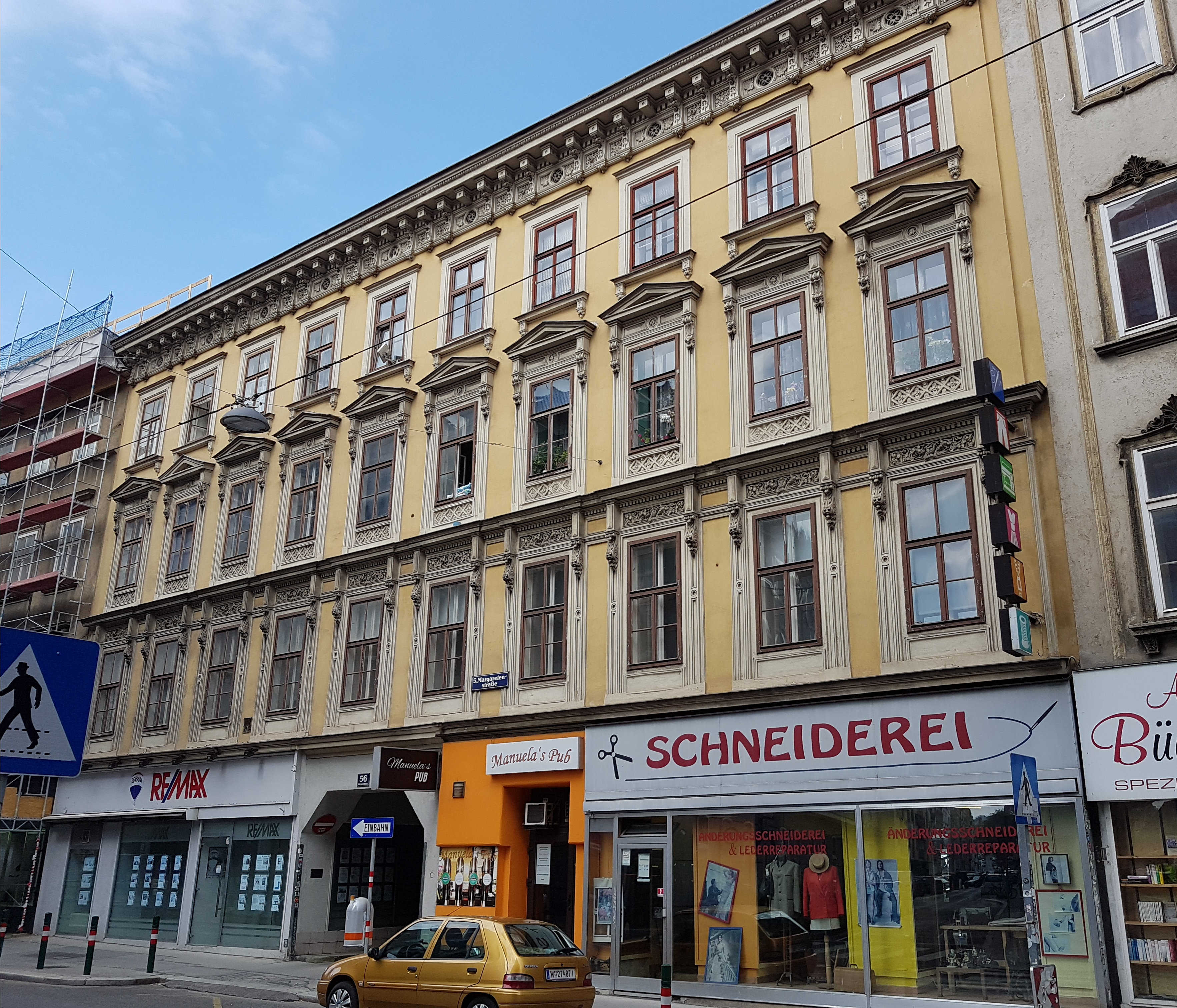
Nr. 56
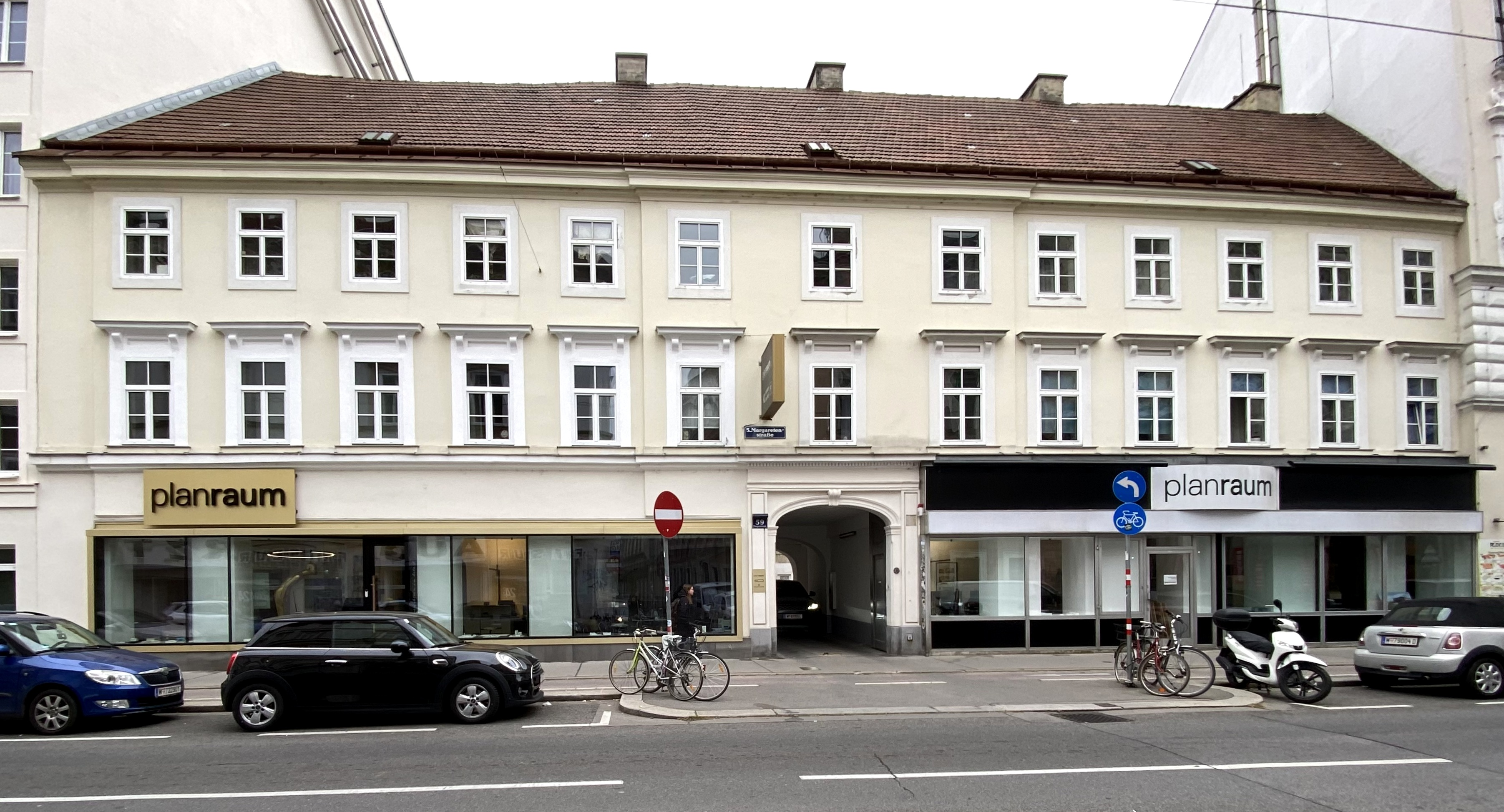
Nr. 59
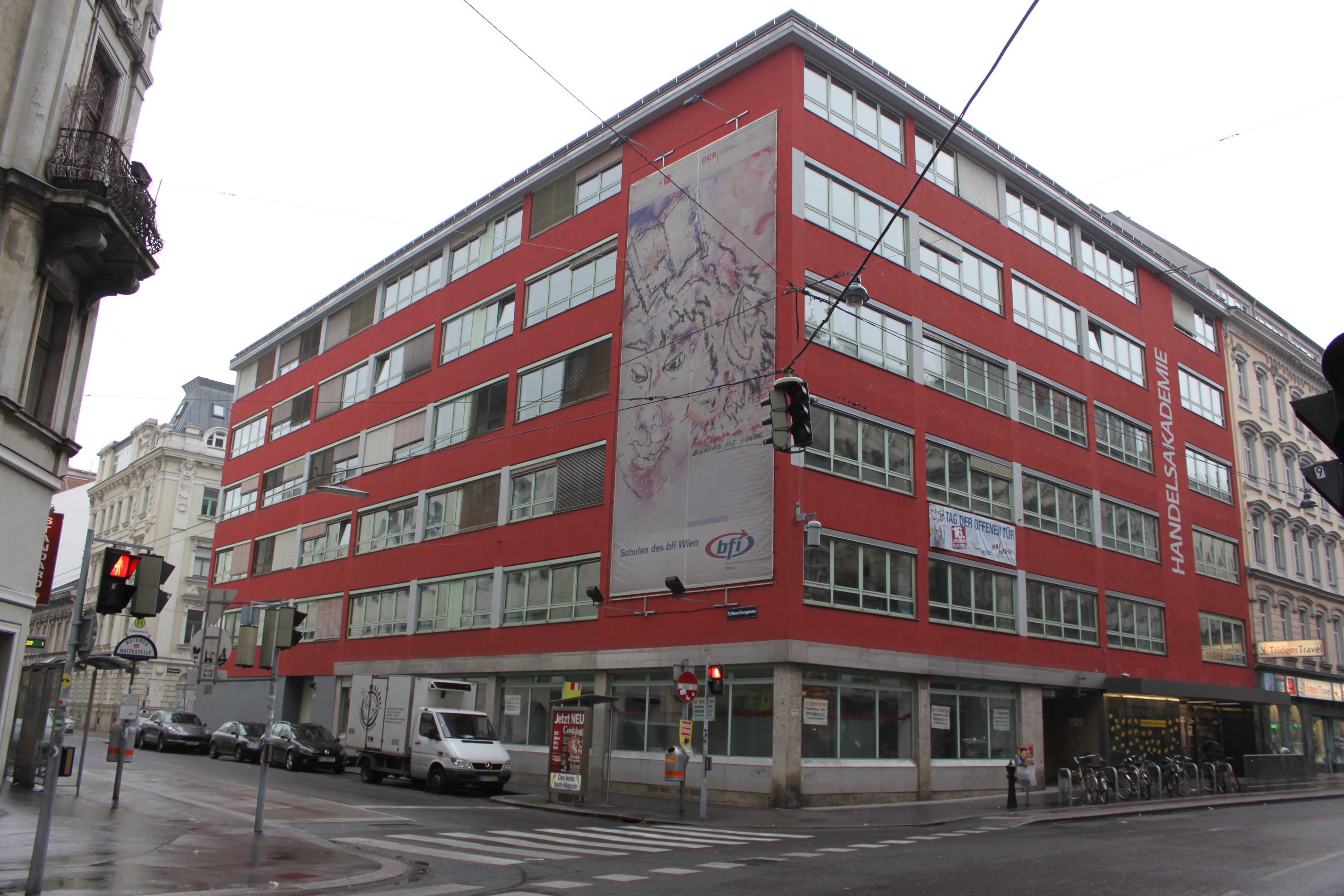
Nr. 65 – Schulen des BFI
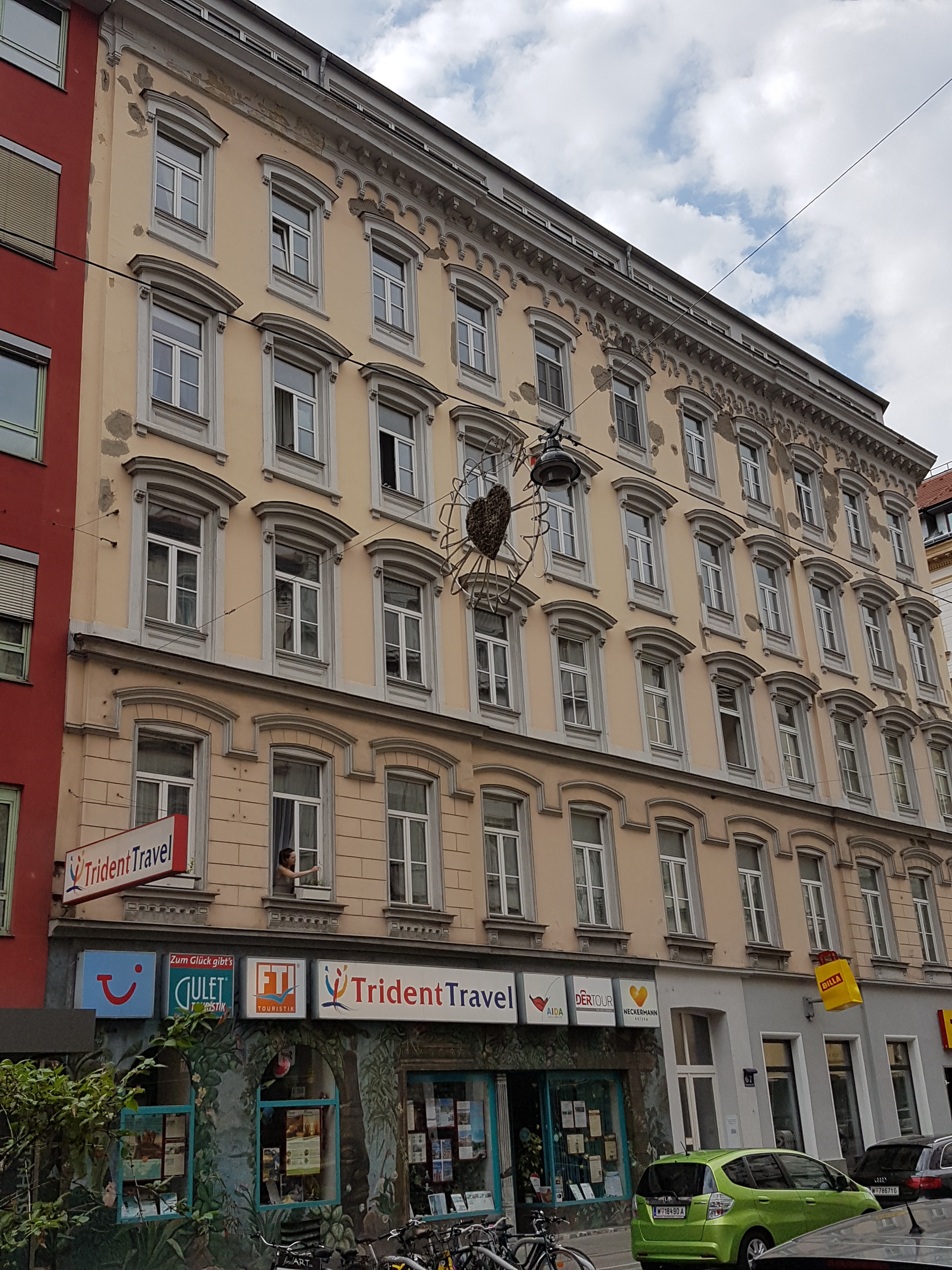
Nr. 67
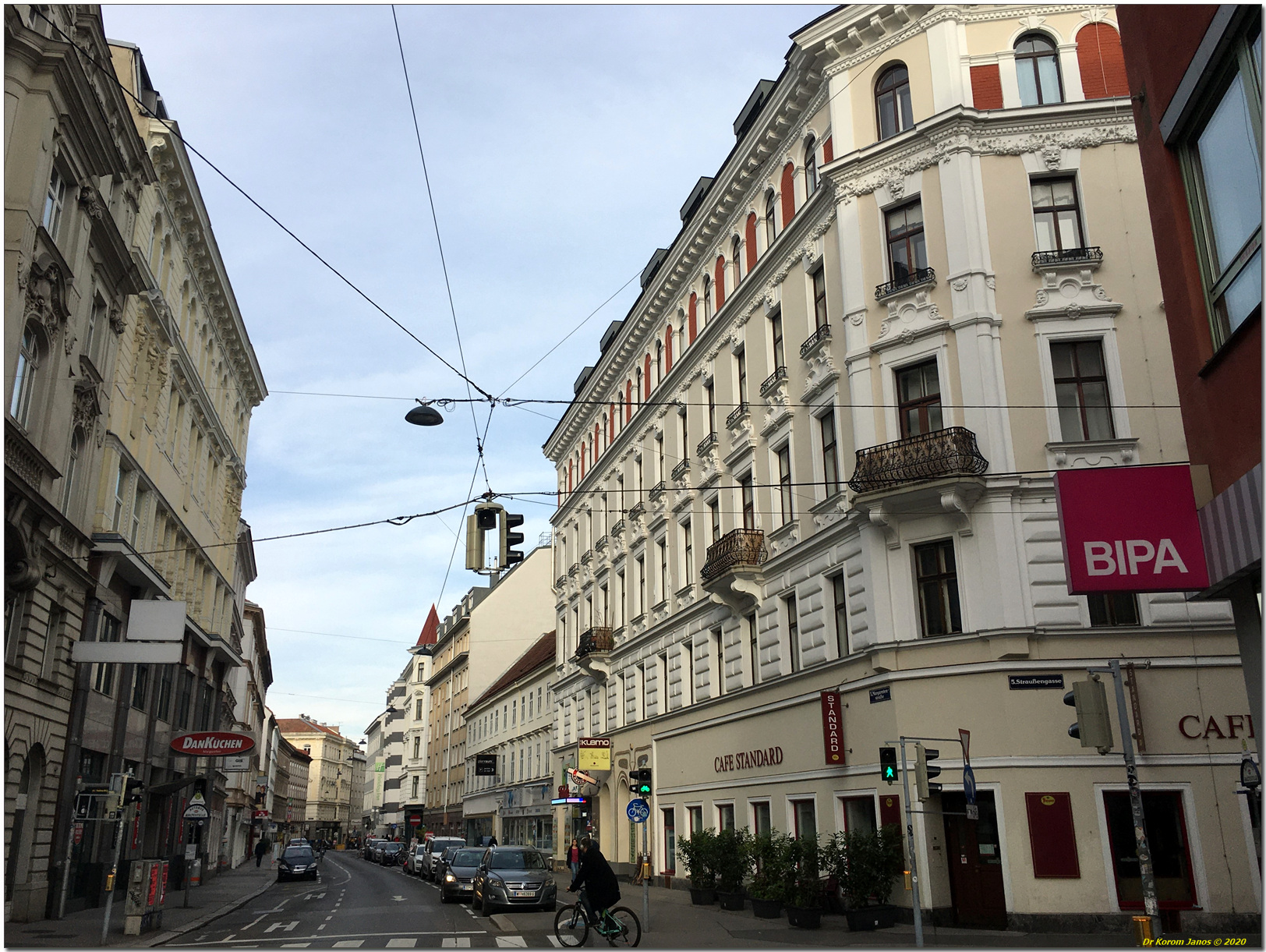
Blick von der Straußengasse stadteinwärts
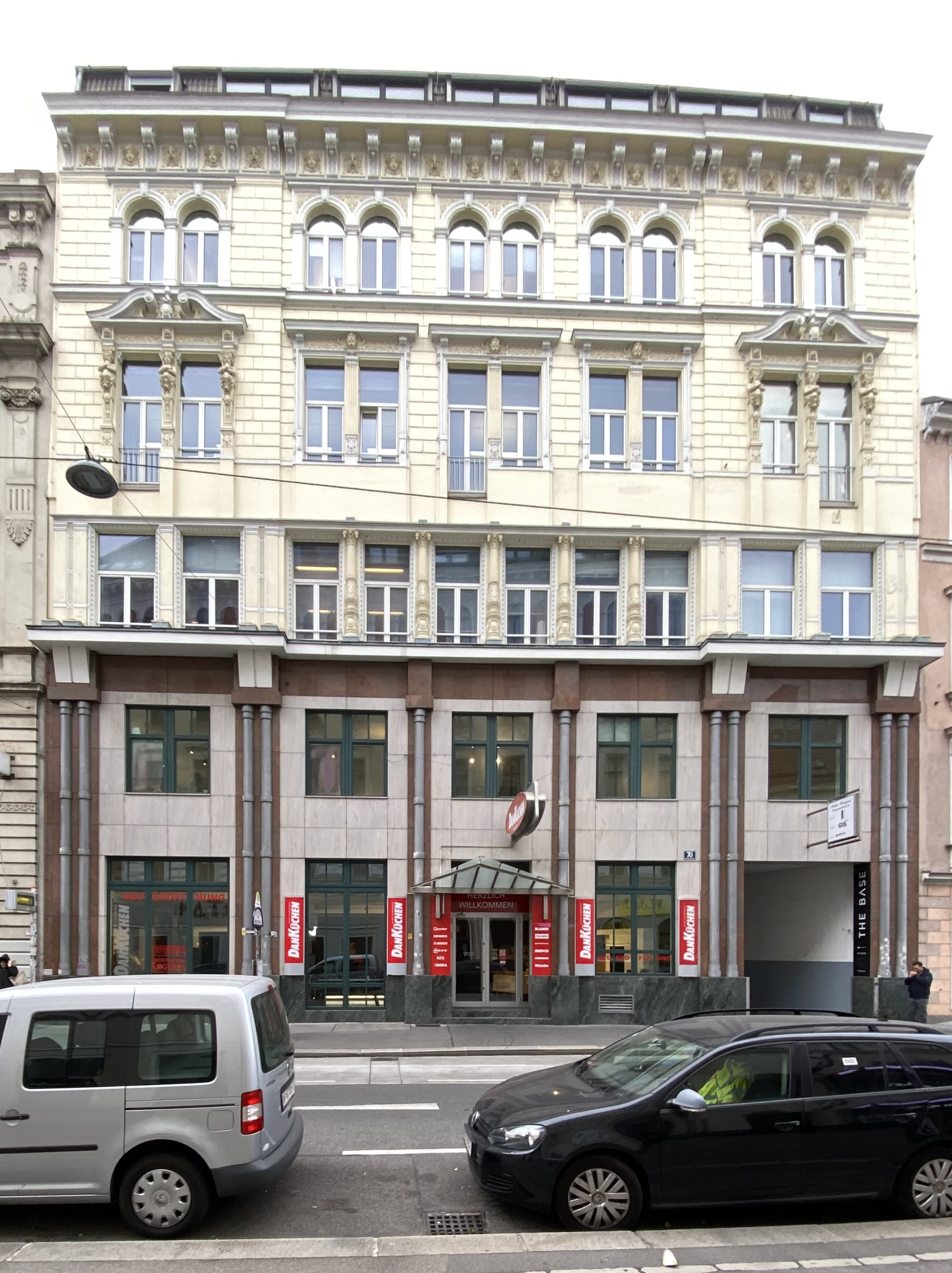
Nr. 70
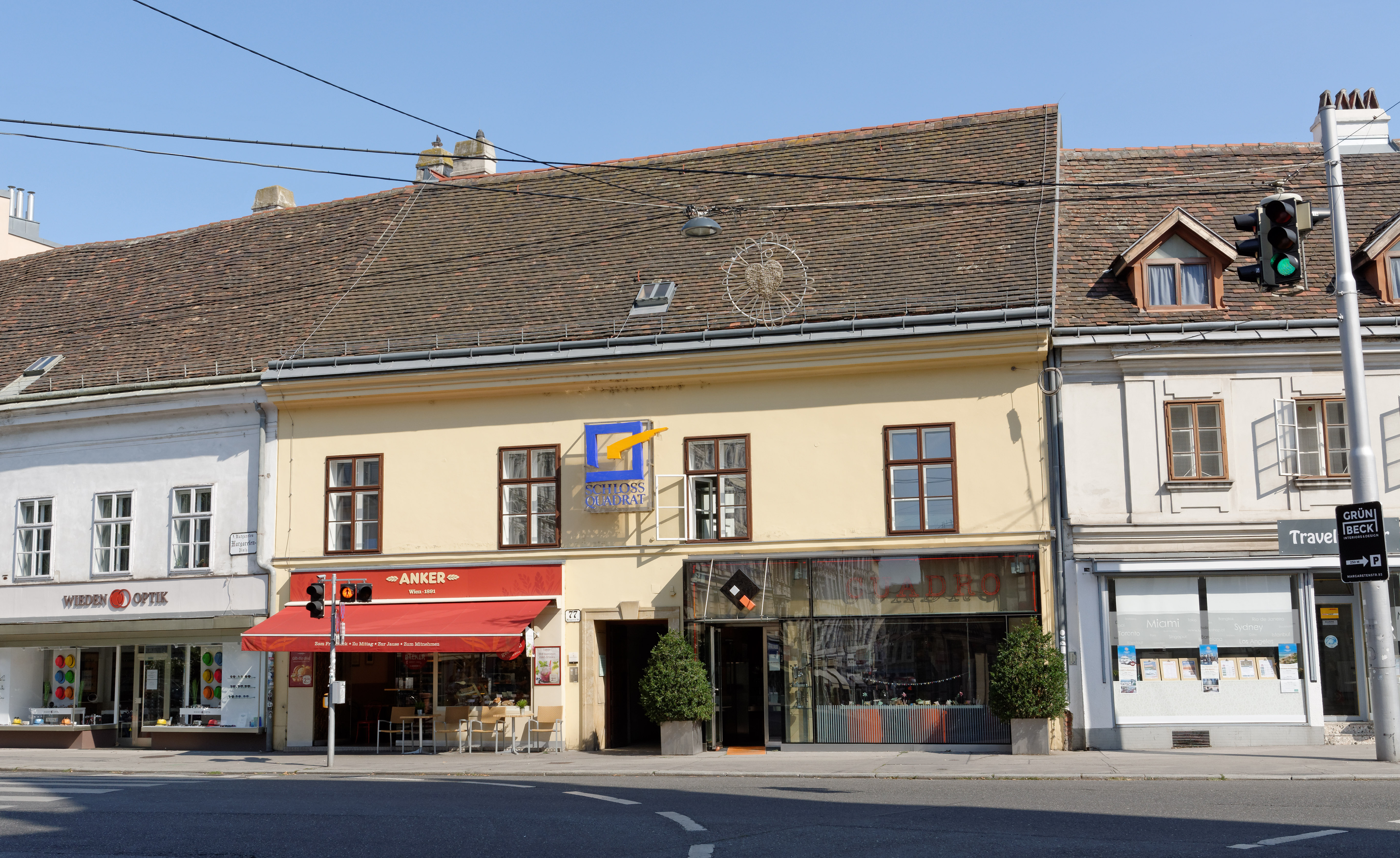
Nr. 77
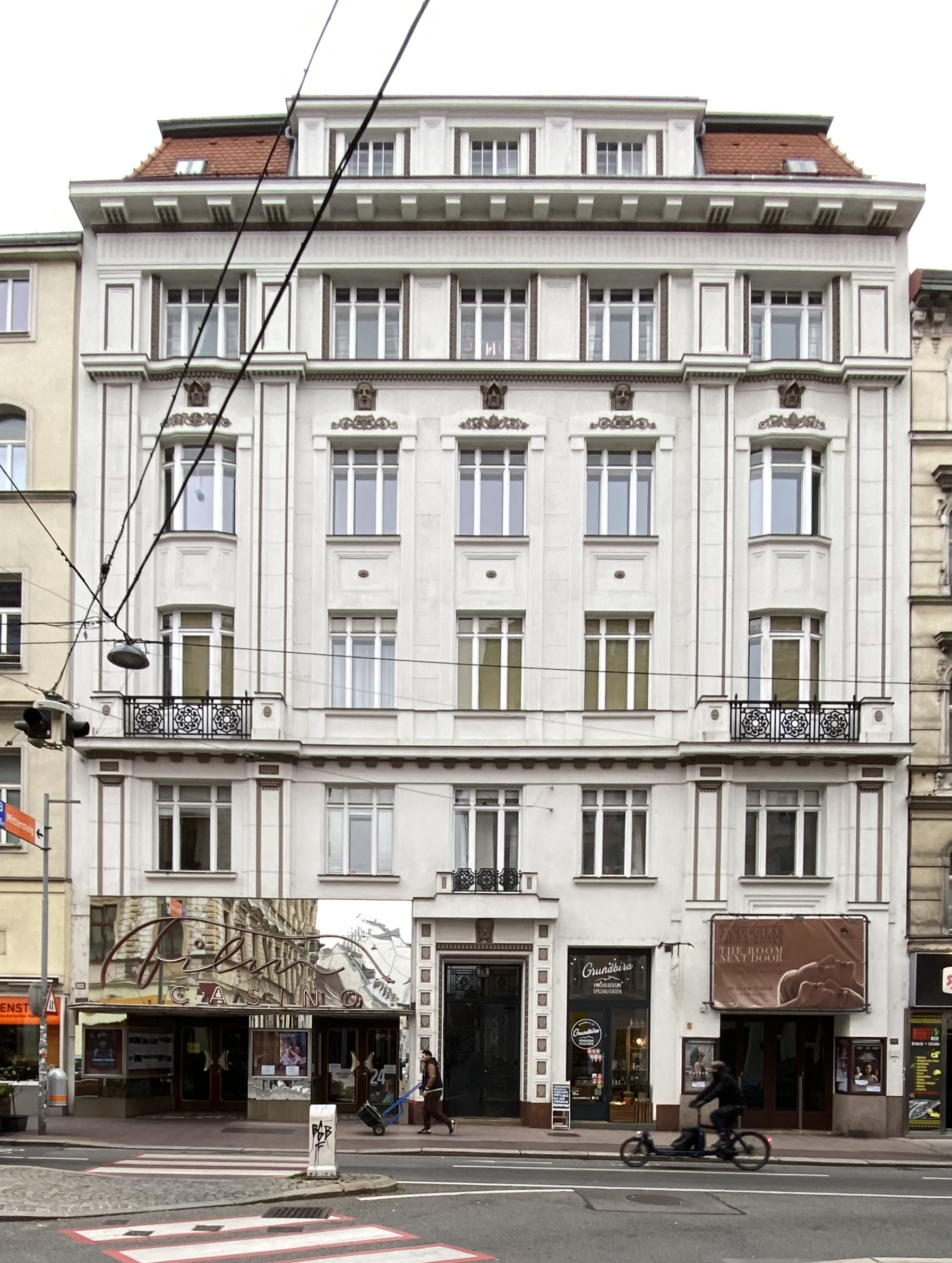
Nr. 78 – Filmcasino
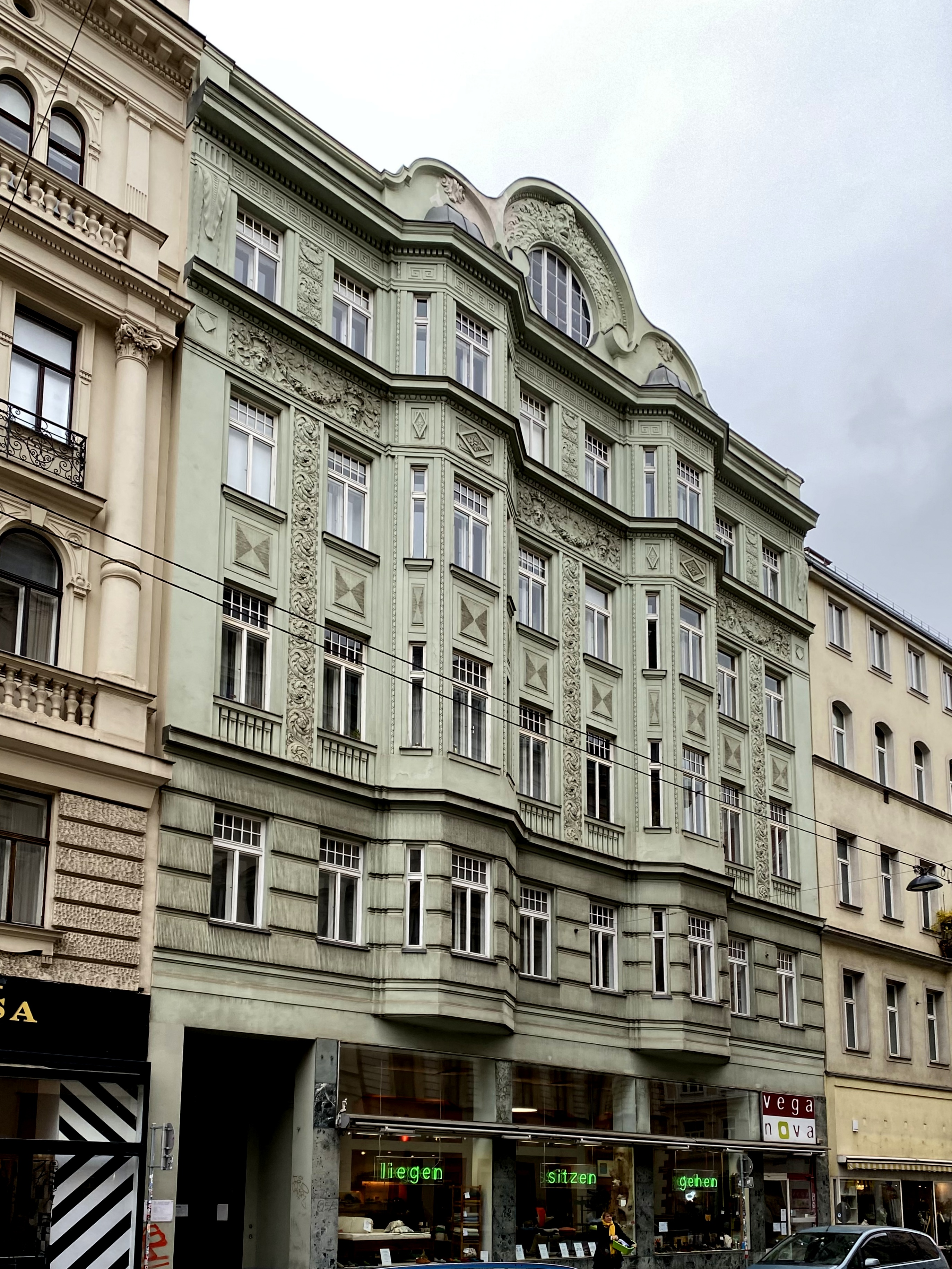
Nr. 82
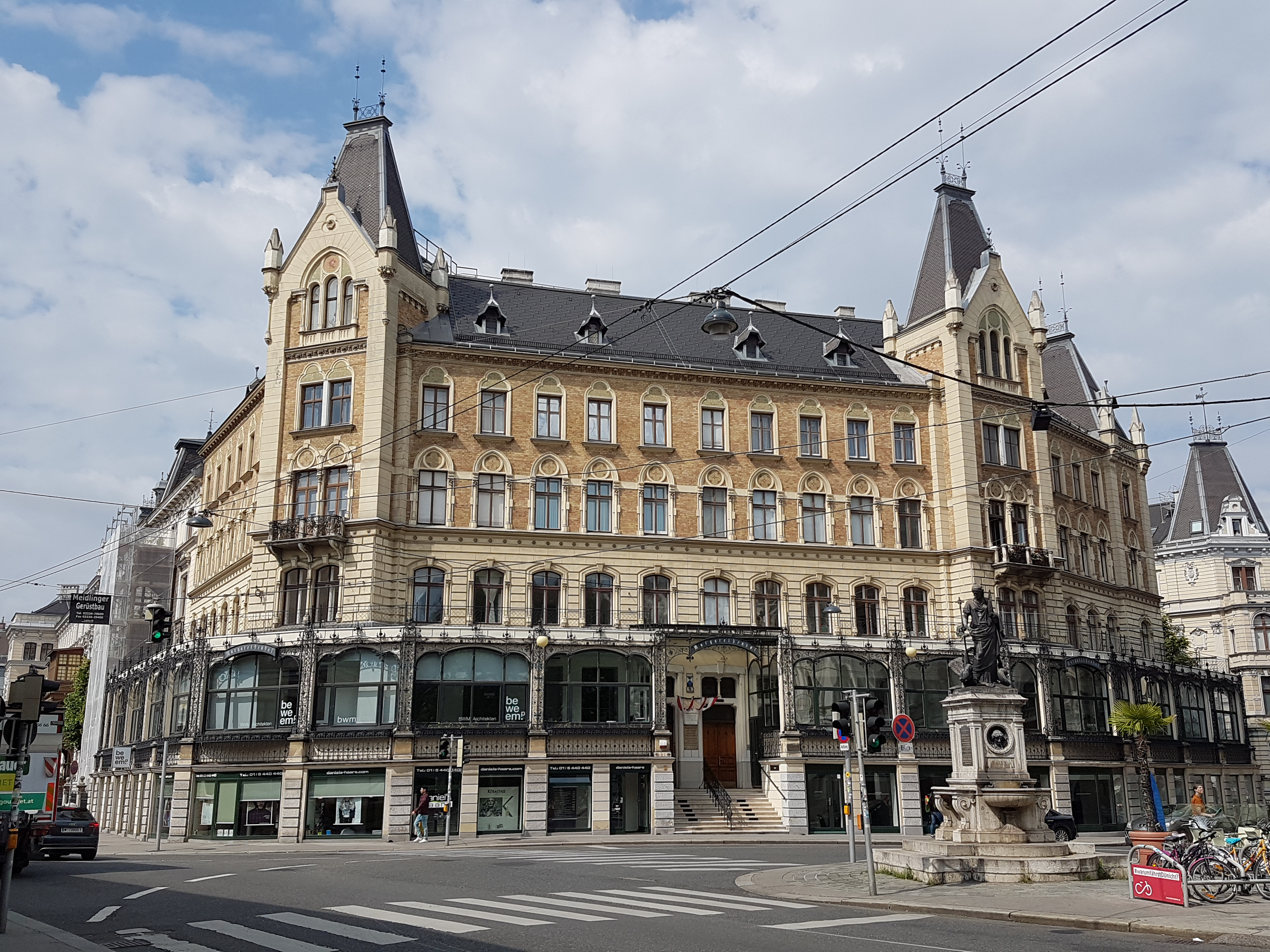
Nr. 86 – Margaretenhof; Front zum Margaretenplatz, links verläuft die Margaretenstraße
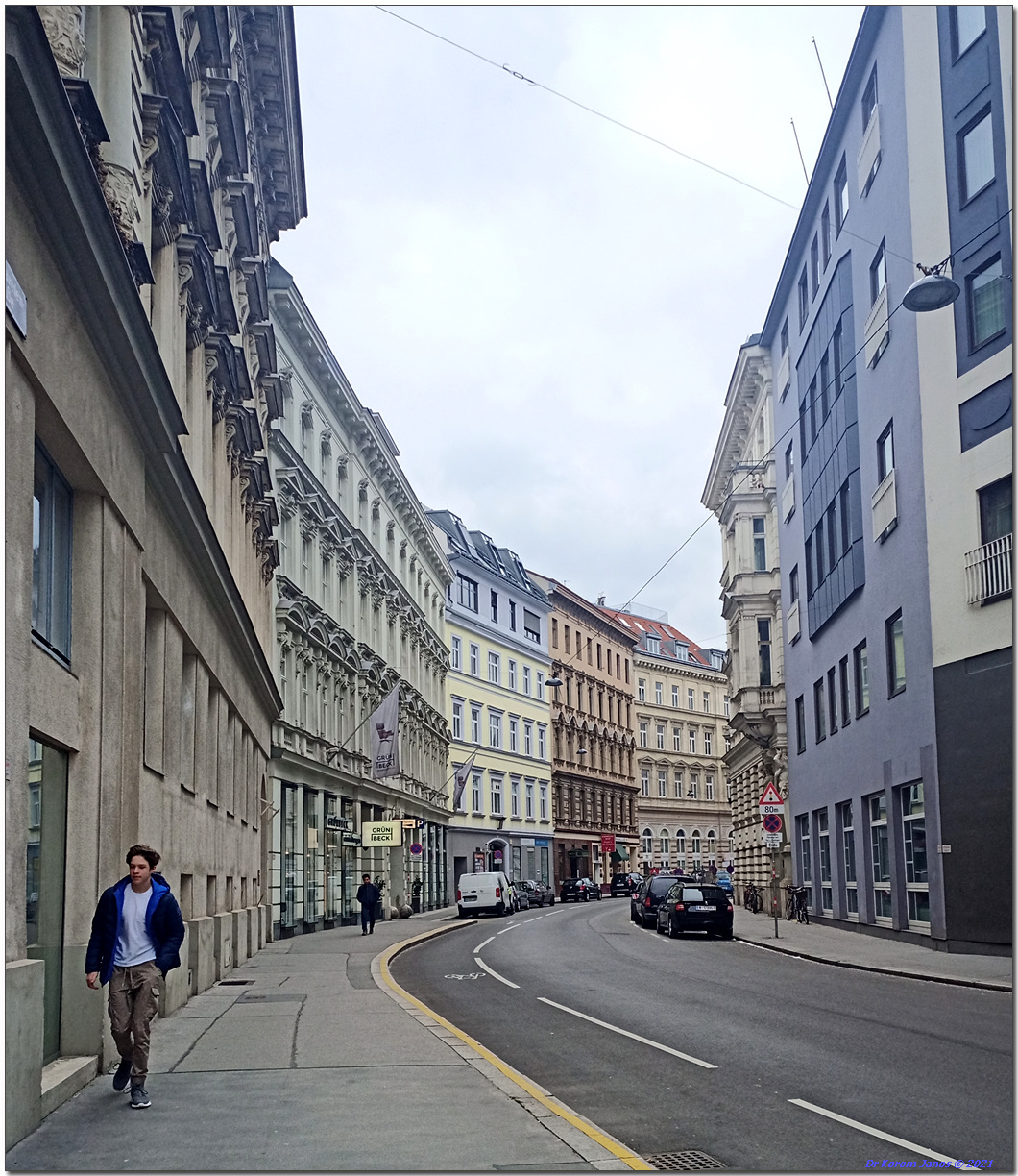
Blick von der Grohgasse stadtauswärts
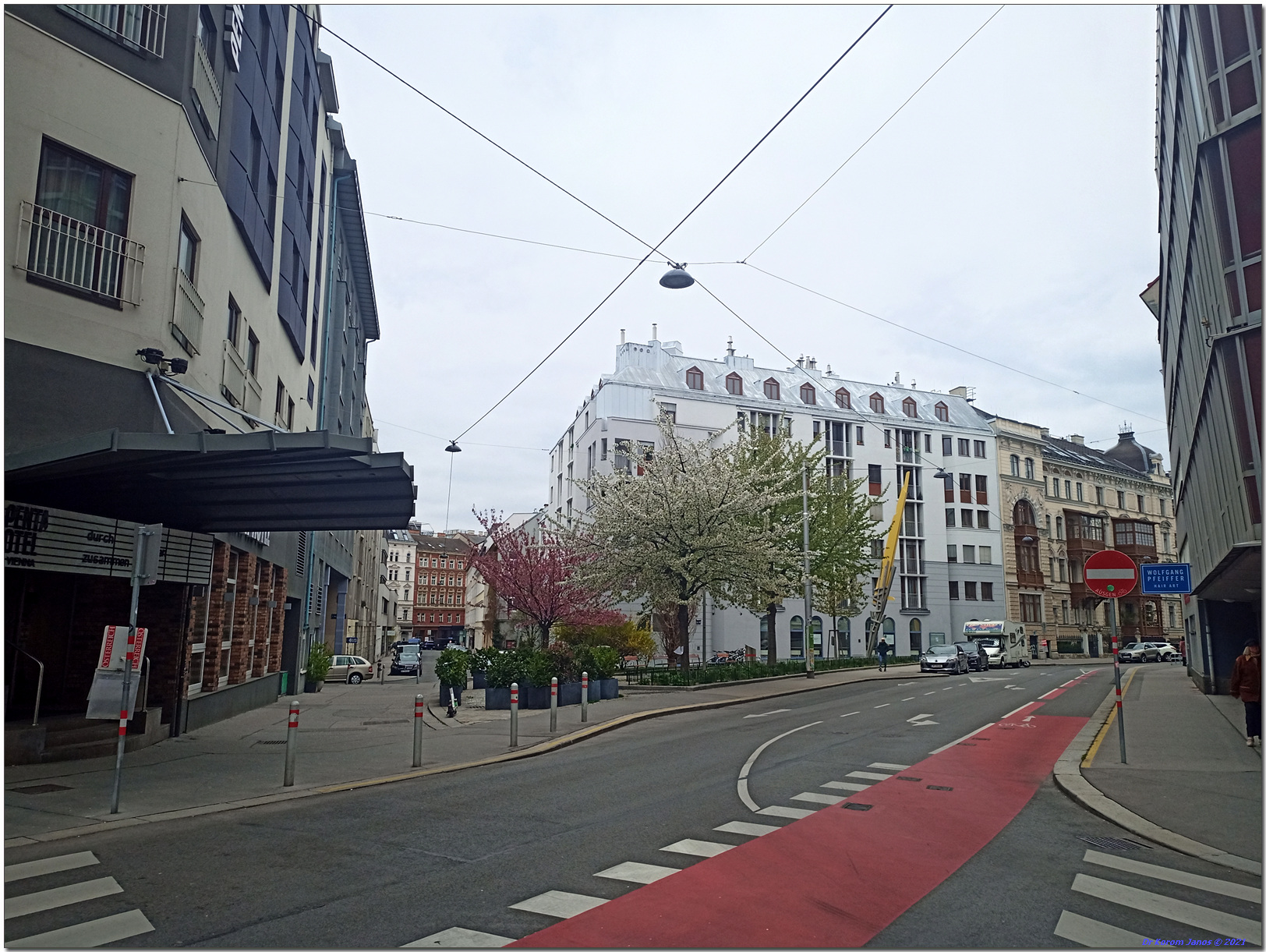
Nr. 92 – Pentahotel. Davor der Maria-Lassnig-Park mit der Metallskulptur
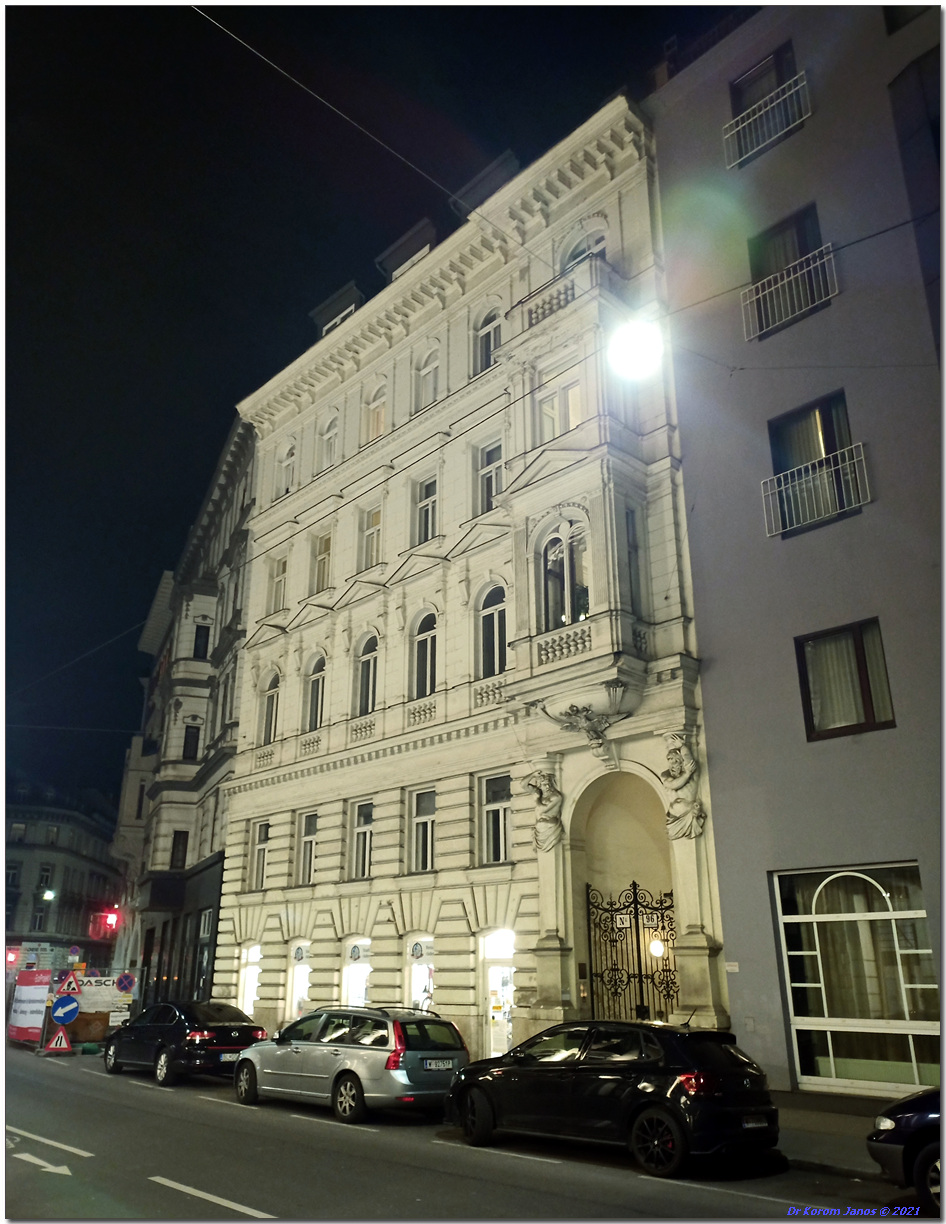
Nr. 96
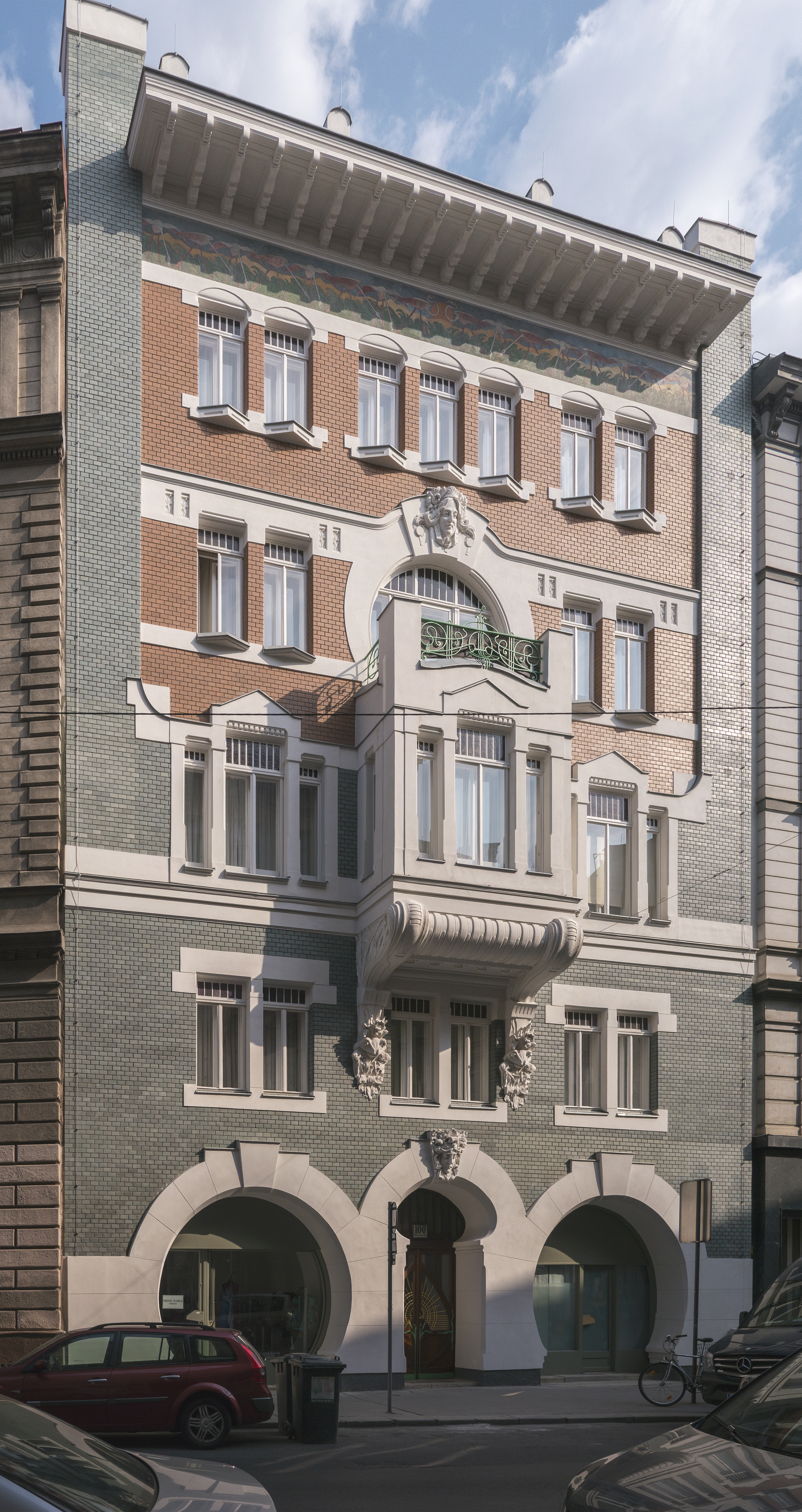
Nr. 100
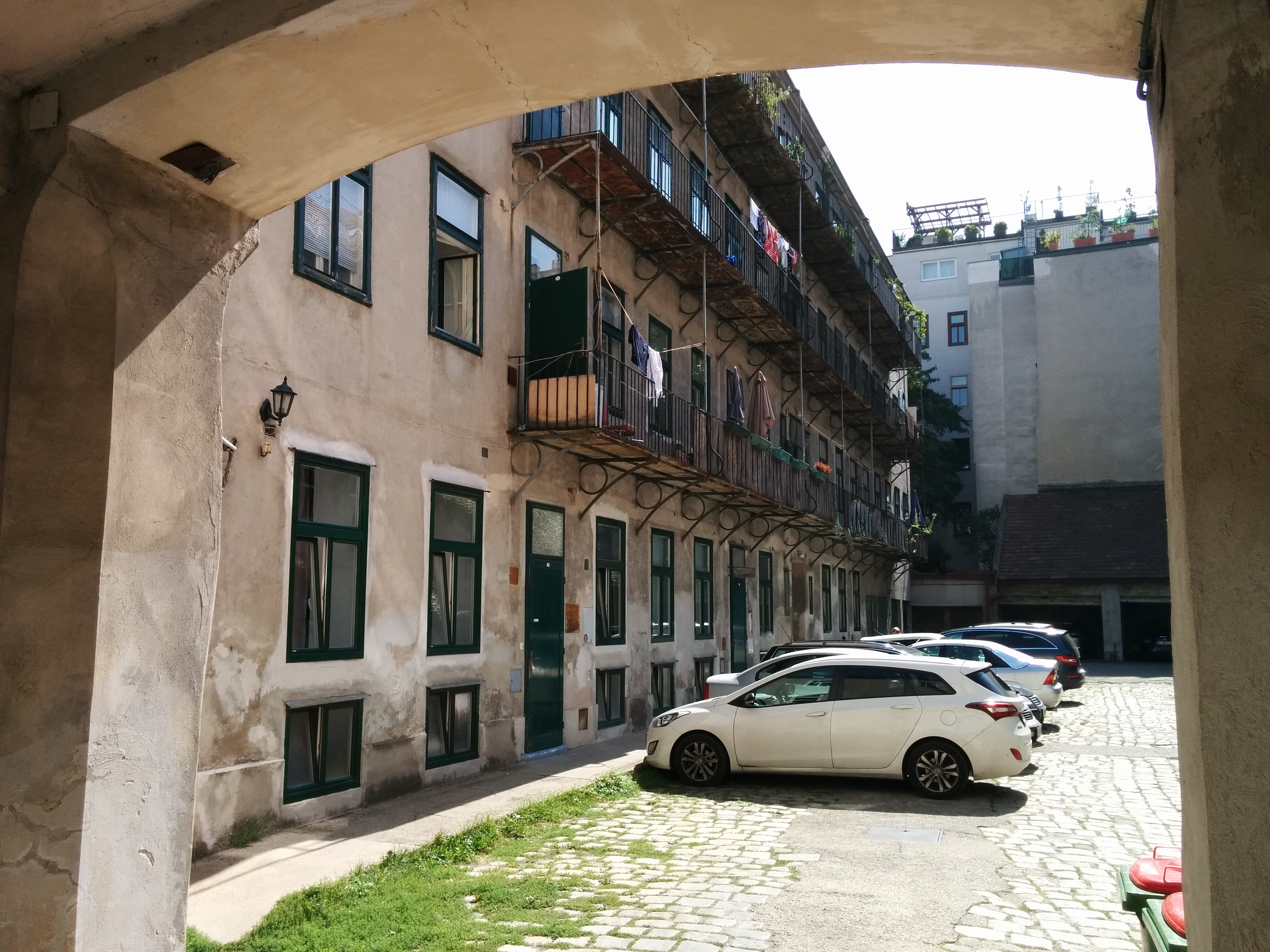
Nr. 123 – Innenhof mit Pawlatschen
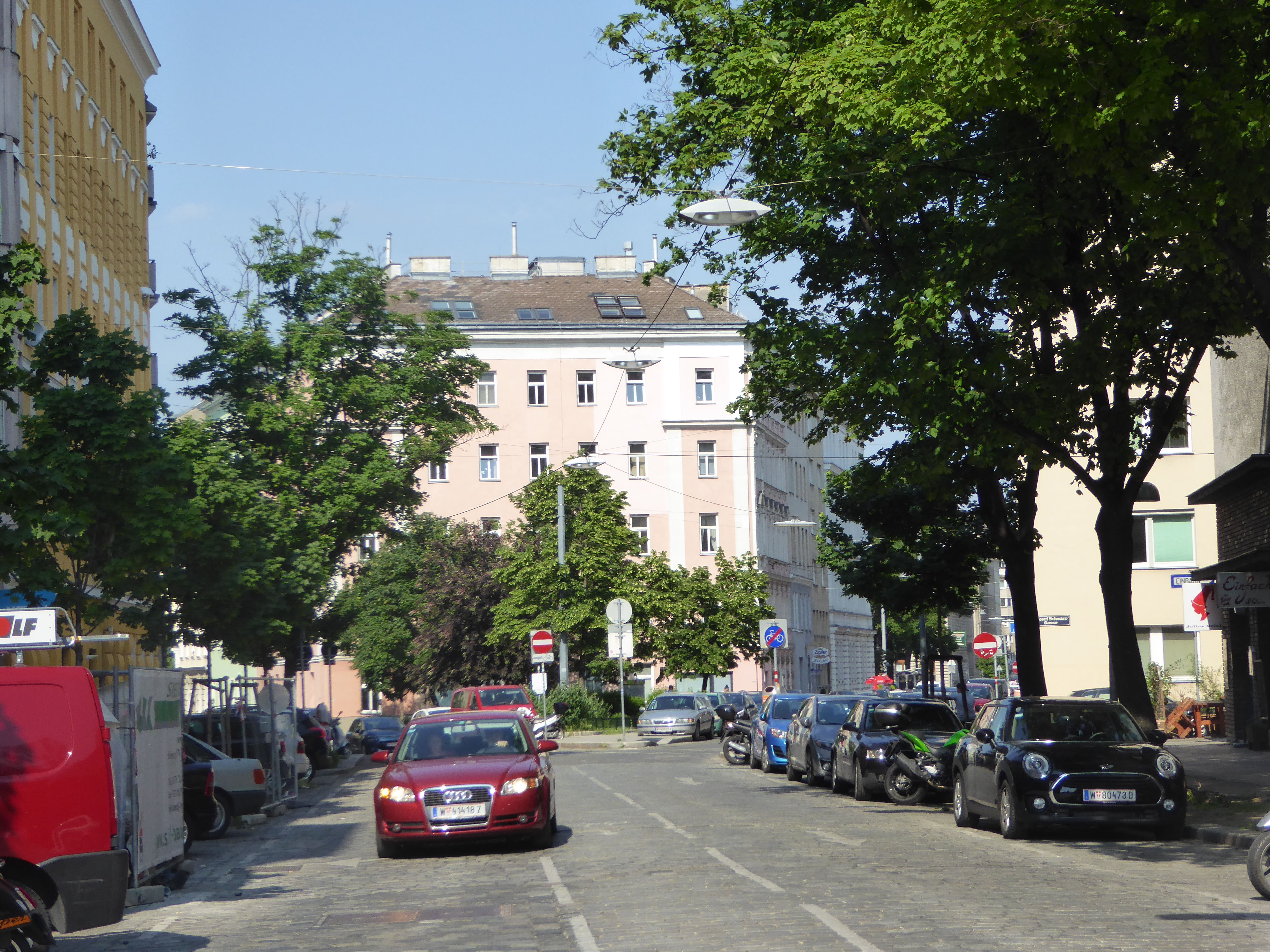
Blick vom Gürtel stadteinwärts
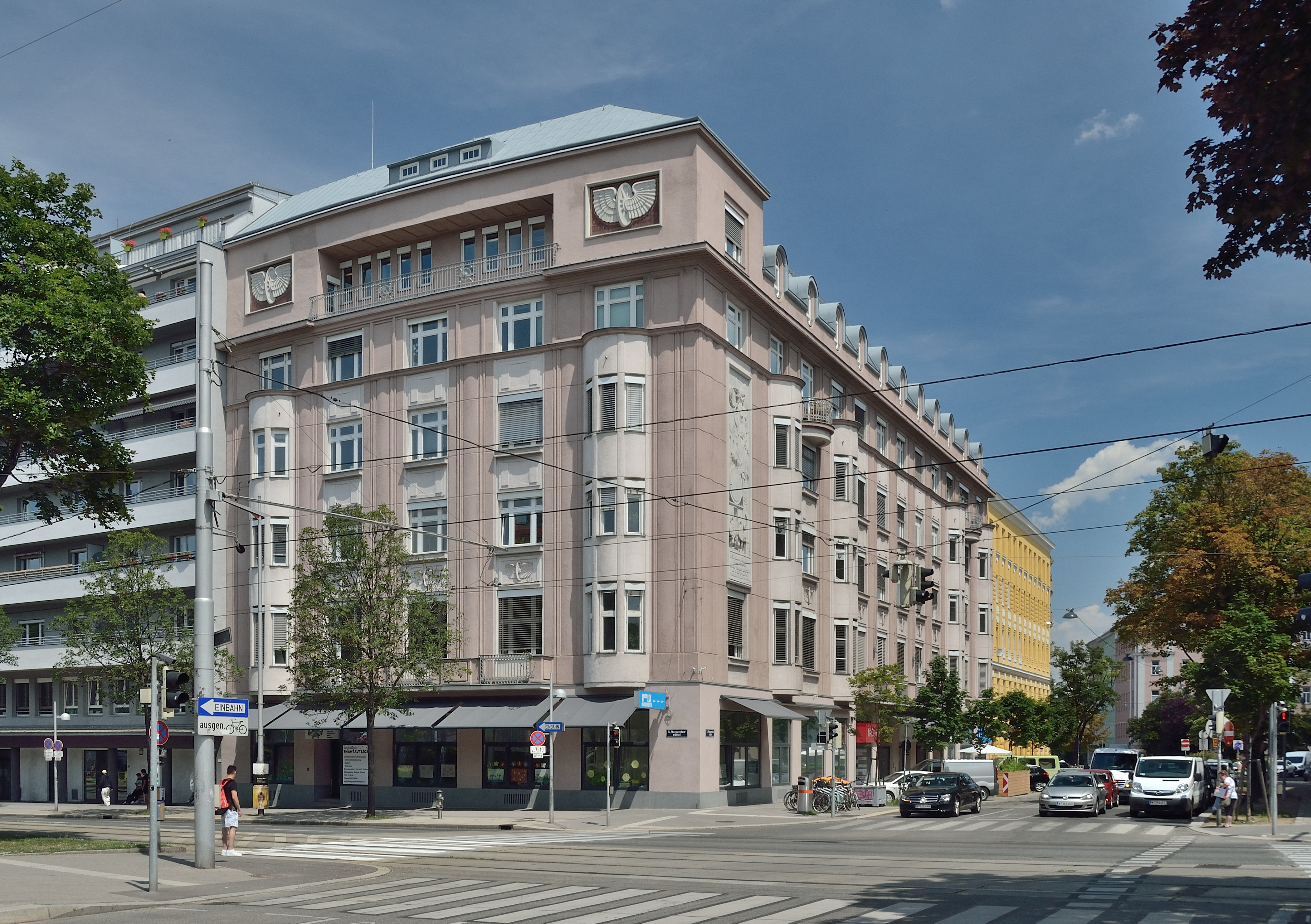
Nr. 166 – Eisenbahnerheim und Ende der Margaretenstraße am Gaudenzdorfer Gürtel